# Liste der Biografien/Reic
Liste der Biografien |
Portal Biografien |
Personensuche
# |
A |
B |
C |
D |
E |
F |
G |
H |
I |
J |
K |
L |
M |
N |
O |
P |
Q |
R |
S |
T |
U |
V |
W |
X |
Y |
Z |
?
 
Ra |
Rb |
Rd |
Re |
Rh |
Ri |
Rj |
Rk |
Rl |
Rm |
Rn |
Ro |
Rr |
Rs |
Rt |
Ru |
Rv |
Rw |
Rx |
Ry |
Rz
 
Rea |
Reb |
Rec |
Red |
Ree |
Ref |
Reg |
Reh |
Rei |
Rej |
Rek |
Rel |
Rem |
Ren |
Reo |
Rep |
Req |
Rer |
Res |
Ret |
Reu |
Rev |
Rew |
Rex |
Rey |
Rez
 
Reib |
Reic |
Reid |
Reie |
Reif |
Reig |
Reih |
Reij |
Reik |
Reil |
Reim |
Rein |
Reip |
Reir |
Reis |
Reit |
Reiv |
Reiw |
Reix |
Reiz
Die Liste der Biografien führt alle Personen auf, die in der deutschsprachigen Wikipedia einen Artikel haben. Dieses ist eine Teilliste mit 883 Einträgen von Personen, deren Namen mit den Buchstaben „Reic“ beginnt.

## Reic
- Reić, Josip (* 1965), jugoslawischer Ruderer

### Reich
- Reich Edler von Rohrwig, Otto Hermann (1902–1945), österreichischer Schriftsteller
- Reich Rubin, Lore (1928–2024), US-amerikanische Psychoanalytikerin österreichischer Herkunft
- Reich von Ehrenberg, David (* 1652), Stadtmedicus in Breslau, kaiserlicher Leibarzt und Mitglied der Gelehrtenakademie Leopoldina
- Reich, Albert (1881–1942), deutscher Maler, Grafiker, Zeichner und Illustrator
- Reich, Alfred (1908–1970), deutscher Gartenarchitekt und Sachbuchautor
- Reich, Andreas (* 1971), Unternehmer
- Reich, Andrew (* 1986), deutschstämmiger (Filmmusik)-Komponist
- Reich, Angelika (* 1949), deutsche Bibliothekarin
- Reich, Anja (* 1967), deutsche Journalistin und Autorin
- Reich, Anna-Maria (* 1994), deutsche Eishockeyspielerin
- Reich, Annie (1902–1971), österreichisch-US-amerikanische Psychoanalytikerin
- Reich, Annika (* 1973), deutsche Schriftstellerin
- Reich, Asher (1937–2025), israelischer Schriftsteller
- Reich, Beate (* 1968), deutsche Politikerin (SPD), MdL
- Reich, Bernhard (* 1950), deutscher Kirchenmusiker, Landeskirchenmusikdirektor
- Reich, Berta (* 1913), Überlebende der Shoah
- Reich, Burkhard (* 1964), deutscher FußballspielerBurkhard Reich (* 1964)

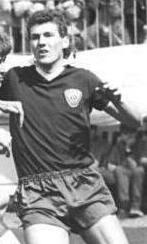
Burkhard Reich (* 1964)

- Reich, Carl Gottlob (1782–1852), deutscher Taubstummenlehrer
- Reich, Charles (1928–2019), US-amerikanischer Rechts- und Sozialwissenschaftler sowie Autor
- Reich, Christa (* 1937), deutsche Kirchenmusikerin, Theologin und Hochschullehrerin in Mainz
- Reich, Christel (1920–1999), deutsche Politikerin (CSU), MdL
- Reich, Christian (* 1967), Schweizer Bobfahrer
- Reich, Christian Emilius (1822–1865), dänischer Artillerieoffizier und Kriegsminister
- Reich, Christoph (* 1993), Schweizer Unihockeyspieler
- Reich, Christopher (* 1961), US-amerikanischer Autor
- Reich, Corinna (* 1961), deutsche Jazzmusikerin (Gesang, Piano, Komposition)
- Reich, Daniel (* 1975), deutscher Filmproduzent
- Reich, David (* 1974), US-amerikanischer Humangenetiker
- Reich, Elisabeth (* 1956), österreichische Lehrerin und Politikerin (SPÖ), Mitglied des Bundesrates
- Reich, Elsa (1879–1958), tschechoslowakische Opernsängerin (Sopran)
- Reich, Emil (1864–1940), österreichischer Literaturwissenschaftler und Publizist
- Reich, Emil (1900–1959), Schweizer Politiker
- Reich, Emil (1922–1982), Schweizer Kunstglaser und Glasmaler
- Reich, Etta, Herausgeberin für Lyrik und Prosa
- Reich, Eva (1924–2008), US-amerikanische Ärztin
- Reich, Ezechias (1532–1572), deutscher Mediziner und Hochschullehrer
- Reich, Ferdinand (1799–1882), deutscher Chemiker, Mineraloge und Physiker
- Reich, Frank (* 1961), US-amerikanischer American-Football-Spieler und -TrainerFrank Reich (* 1961)

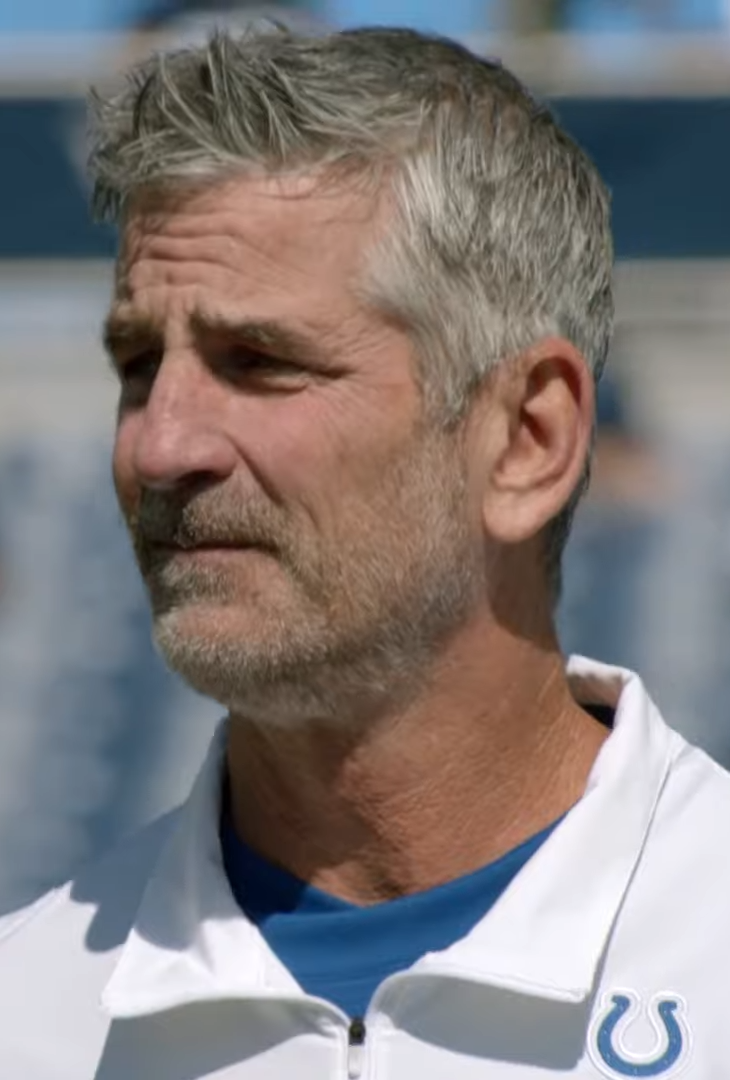
Frank Reich (* 1961)

- Reich, František (1929–2021), tschechoslowakischer Ruderer
- Reich, Franz (1826–1906), deutscher Jurist, Rittergutsbesitzer und Parlamentarier
- Reich, Franz Joseph (1813–1859), deutscher Jurist, Revolutionär und Parlamentarier
- Reich, Franz Xaver (1815–1881), deutscher Bildhauer in Baden
- Reich, Fritz (* 1868), deutscher Politiker, MdHB, Kaufmann und NS-Opfer
- Reich, Gabriele (* 1956), deutsche Apothekerin und Dozentin an der Universität Heidelberg
- Reich, Gottfried Christian (1769–1848), deutscher Mediziner und Hochschullehrer
- Reich, Günter (* 1928), deutscher Chemiker, Direktor des Forschungsinstituts für Leder und Kunststoffbahnen in Freiberg
- Reich, Günter (* 1952), deutscher Psychologe
- Reich, Günther (1921–1989), deutsch-israelischer Opernsänger (Bariton)
- Reich, Hanns (1916–2010), deutscher Fotograf und Verleger
- Reich, Hanns Leo (1902–1959), österreichischer Schauspieler, Drehbuchautor, Journalist und Schriftsteller
- Reich, Hans (* 1941), deutscher Bankmanager
- Reich, Hans (* 1942), deutscher Fußballspieler
- Reich, Hans H. (1939–2019), deutscher Germanist
- Reich, Harry (* 1941), amerikanischer gynäkologischer Chirurg
- Reich, Hartmut (* 1956), deutscher Ringer
- Reich, Heinrich (1888–1961), deutscher Arzt, Maler und Musiker
- Reich, Heinrich (1903–1998), deutscher Landrat und Bundesbeamter
- Reich, Heinz (* 1924), deutscher Fußballspieler
- Reich, Helena (* 1965), deutsche Journalistin, Kriminalautorin
- Reich, Helmut (* 1939), deutscher Kommunalpolitiker (Freie Wähler)
- Reich, Hermann (1886–1955), deutscher Politiker (USPD, VKPD, SPD), MdHB, MdR, Widerstandskämpfer gegen den Nationalsozialismus
- Reich, Hermann (1891–1976), deutscher Geophysiker
- Reich, Herta (1917–2012), österreichische Holocaustüberlebende
- Reich, Hugo (1854–1935), deutscher Geistlicher, Gründer der Kreuznacher Diakonie
- Reich, Jacob (1635–1690), deutscher Rhetoriker und Dichter
- Reich, Jacques († 1945), Schweizer Fussballspieler
- Reich, Jakob (1886–1955), deutsch-russisch-US-amerikanischer Kommunist
- Reich, Jean (1873–1950), Schweizer Sportschütze
- Reich, Jens (* 1939), deutscher Mediziner, Molekularbiologe und Politiker (Neues Forum), MdV, Mitglied im Deutschen EthikratJens Reich (* 1939)

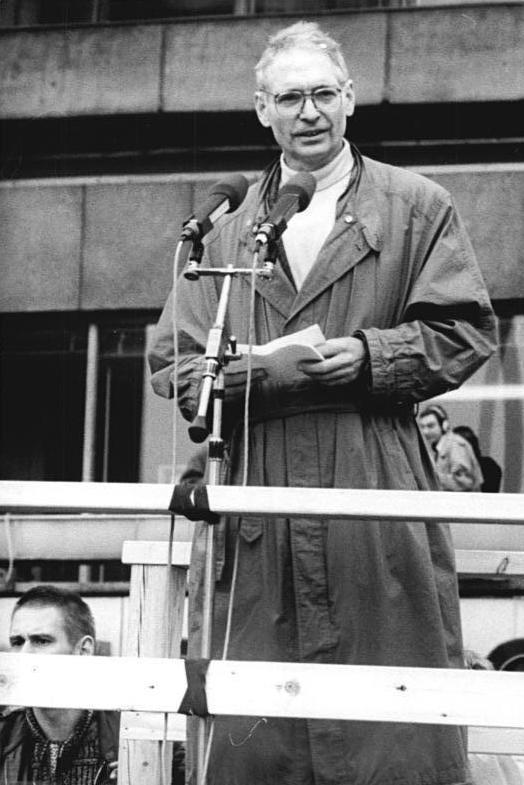
Jens Reich (* 1939)

- Reich, Jeremy (* 1979), kanadischer Eishockeyspieler, -trainer und -funktionär
- Reich, Johanna (* 1977), deutsche Videokünstlerin
- Reich, Johannes (* 1959), deutscher Bankier und Ökonom
- Reich, Johannes (* 1975), Schweizer Rechtswissenschaftler
- Reich, Josef (1918–2006), österreichischer Politiker (ÖVP), Abgeordneter zum Nationalrat
- Reich, Karin (* 1941), deutsche Mathematikhistorikerin
- Reich, Karl, deutscher Fußballspieler
- Reich, Karl (1871–1944), deutscher Geschäftsmann und Ornithologe
- Reich, Karlheinz (* 1945), deutscher Politiker (FDP)
- Reich, Károly (1922–1988), ungarischer Illustrator
- Reich, Katharina (* 1978), österreichische Ärztin
- Reich, Katharina (* 1980), österreichische Architektin, Künstlerin, Kuratorin und Kunstvermittlerin
- Reich, Käthe (1872–1962), deutsche Bühnen- und Filmschauspielerin
- Reich, Kersten (* 1948), deutscher Pädagoge, Begründer des Interaktionistischen Konstruktivismus
- Reich, Kevin (* 1995), deutscher Eishockeytorwart
- Reich, Klaus (1906–1996), deutscher Philosoph
- Reich, Konrad (1928–2010), deutscher Buchhändler, Verleger und Buchautor
- Reich, Kurt (* 1929), deutscher Fußballspieler
- Reich, Leon (1879–1929), polnischer zionistischer Publizist und Politiker, Mitglied des Sejm
- Reich, Lilly (1885–1947), deutsche Designerin und InnenarchitektinLilly Reich (1885–1947)

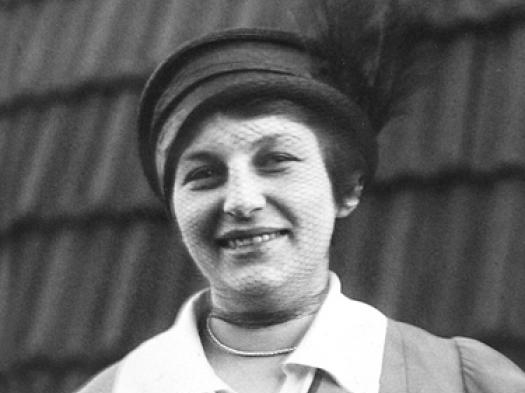
Lilly Reich (1885–1947)

- Reich, Lilly Joss (1911–2006), österreichisch-US-amerikanische Fotografin
- Reich, Lucian (1787–1866), deutscher Lehrer, Maler und Bildhauer
- Reich, Lucian (1817–1900), deutscher Maler und Schriftsteller
- Reich, Ludwig (* 1940), österreichischer Mathematiker und Hochschullehrer
- Reich, Lukas (* 2006), deutscher Fußballspieler
- Reich, Manfred (* 1940), deutscher Politiker (DSU, DVU, REP, DP)
- Reich, Marco (* 1977), deutscher Fußballspieler und -trainerMarco Reich (* 1977)

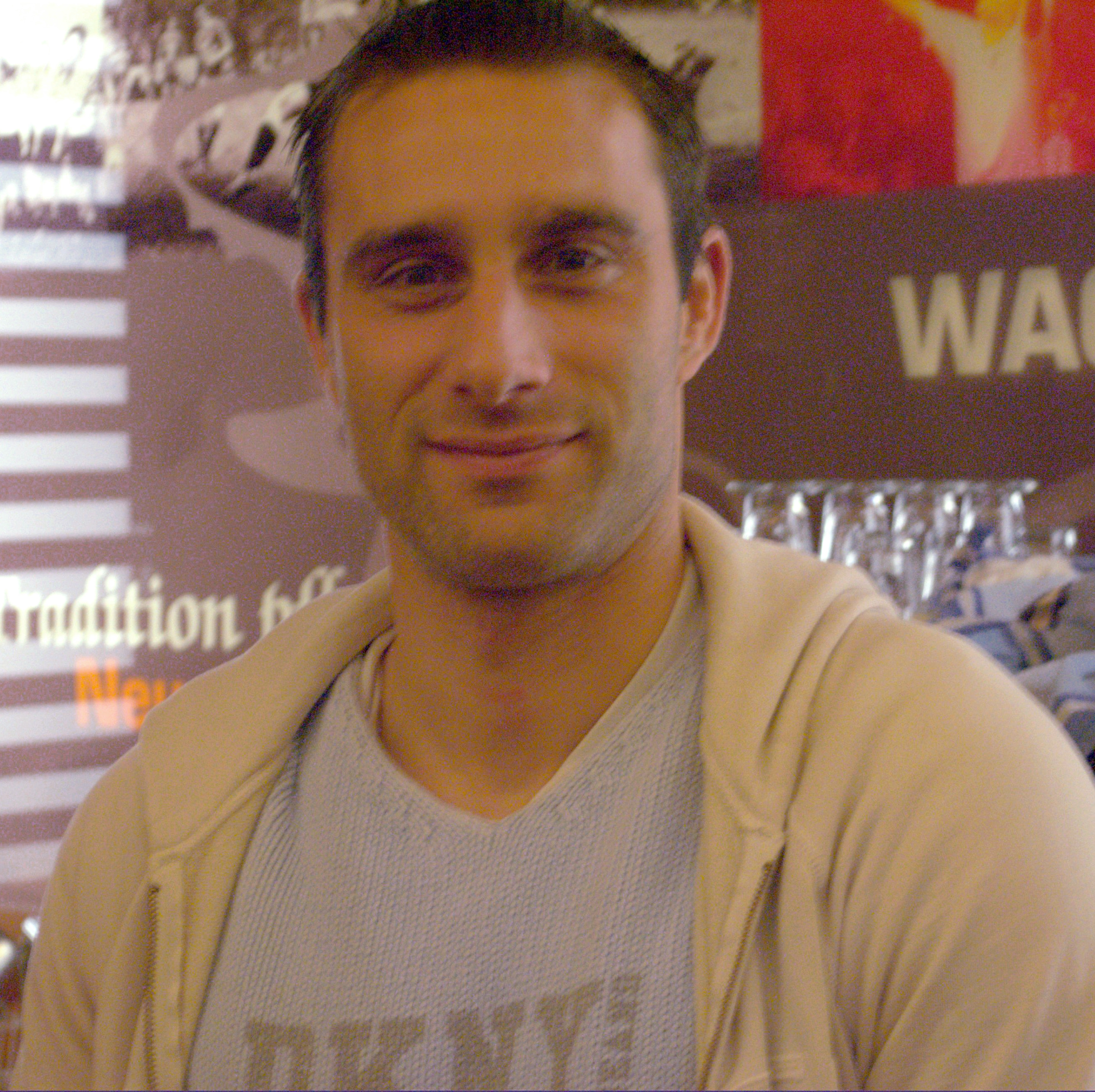
Marco Reich (* 1977)

- Reich, Maria (* 1990), deutsche Musikerin (Geige, Bratsche) und Autorin
- Reich, Markus (1844–1911), deutscher jüdischer Pädagoge
- Reich, Mathilde (1923–2019), deutsche Künstlerin und Autorin
- Reich, Matthias (* 1959), deutscher Geowissenschaftler
- Reich, Max (1862–1943), deutscher Chirurg und Sanitätsoffizier
- Reich, Max (1874–1941), deutscher Physiker
- Reich, Maximilian (1882–1952), österreichischer Sportjournalist
- Reich, Mike (* 1973), deutscher Paläontologe, Zoologe und Geologe
- Reich, Moritz (1831–1857), deutsch-böhmischer Schriftsteller
- Reich, Nancy B. (1924–2019), US-amerikanische Musikwissenschaftlerin
- Reich, Norbert (1937–2015), deutscher Rechtswissenschaftler
- Reich, Oliver (* 1968), deutscher Urologe
- Reich, Oskar (1914–1949), österreichischer Fußballer und hingerichteter Kollaborateur
- Reich, Otto (1891–1955), deutscher SS-Führer und KZ-Kommandant
- Reich, Otto (* 1945), kubanisch-amerikanischer Politiker und Diplomat
- Reich, Philipp Erasmus (1717–1787), deutscher Buchhändler und Verleger
- Reich, Plazidus (1695–1764), Benediktinerabt von Neustadt am Main
- Reich, Richard (1927–1991), Schweizer Journalist und Politiker (FDP)
- Reich, Robert (1882–1944), österreichischer Filmschaffender
- Reich, Robert B. (* 1946), US-amerikanischer JuristRobert B. Reich (* 1946)

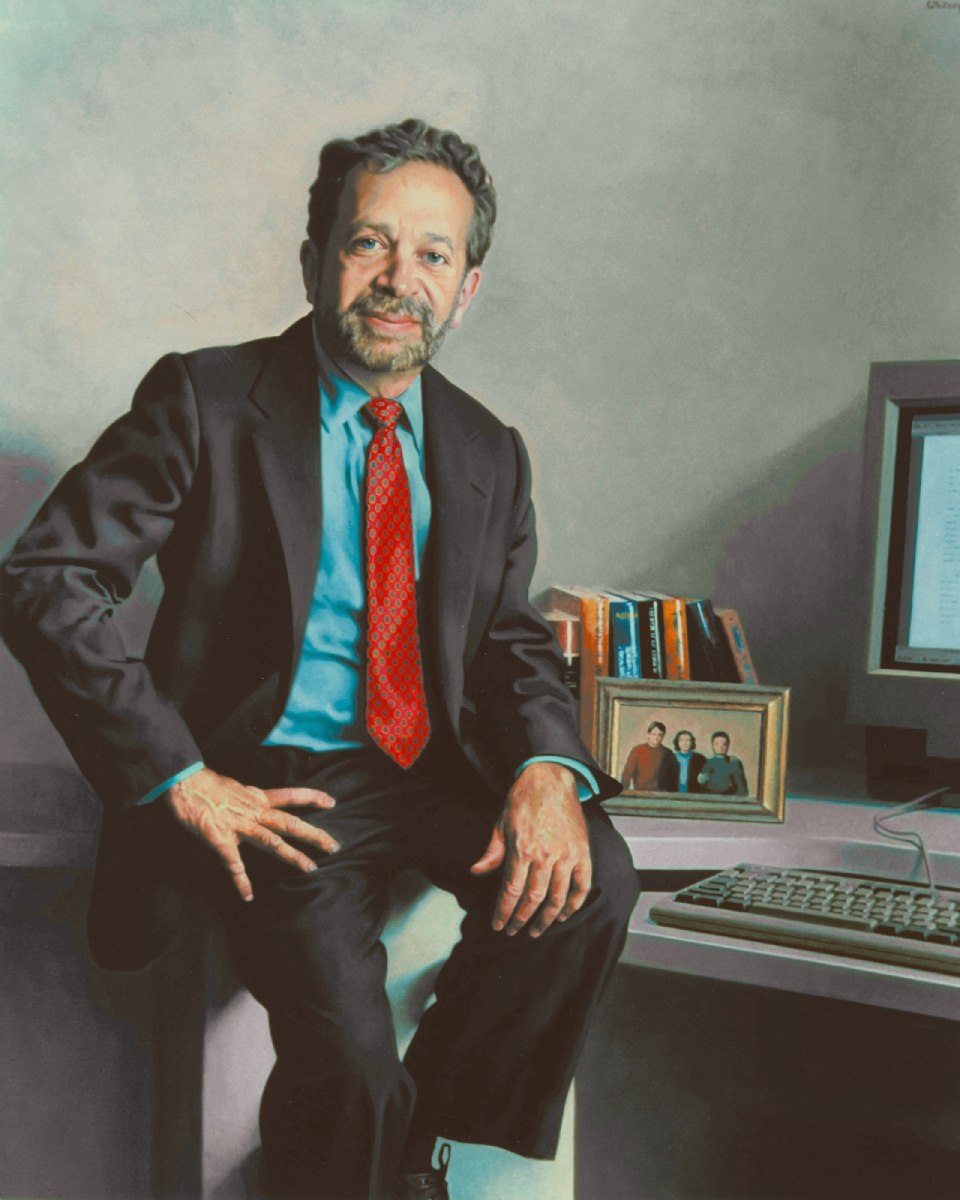
Robert B. Reich (* 1946)

- Reich, Ronny (* 1947), israelischer Archäologe
- Reich, Ruedi (1945–2012), Schweizer Geistlicher, Kirchenratspräsident der Reformierten Kirche Zürich
- Reich, Sebastian (* 1963), deutscher Mathematiker
- Reich, Sebastian (* 1983), deutscher Bauchredner
- Reich, Siegfried (* 1959), deutscher Fußballspieler
- Reich, Simon (* 1984), deutscher Handballschiedsrichter
- Reich, Sinaida Nikolajewna (1894–1939), russische Schauspielerin
- Reich, Steve (* 1936), US-amerikanischer KomponistSteve Reich (* 1936)

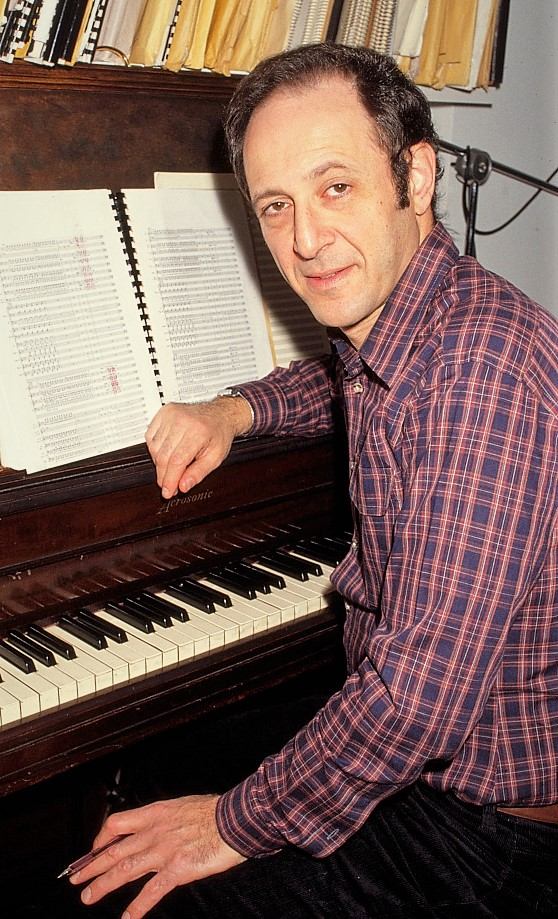
Steve Reich (* 1936)

- Reich, Thaddäus (* 1992), österreichischer Schauspieler
- Reich, Theodor (1823–1892), deutscher Rittergutsbesitzer und Politiker, Abgeordneter des Sächsischen Landtags, MdR
- Reich, Thomas (* 1963), deutscher Schachspieler
- Reich, Thomas (* 1967), deutscher Politiker (AfD)
- Reich, Tobias, deutscher Kernchemiker
- Reich, Uli (* 1966), deutscher Romanist und Sprachwissenschaftler
- Reich, Ulrich (* 1951), deutscher Sprinter
- Reich, Uschi (* 1949), deutsche Filmproduzentin
- Reich, Uwe (* 1940), deutscher Automobilrennfahrer
- Reich, Viktor (1885–1942), österreichischer Politiker (GDVP), Landtagsabgeordneter
- Reich, Werner (1917–1994), Schweizer Politiker (FDP und Republikanische Bewegung)
- Reich, Wilhelm (1881–1951), württembergischer Verwaltungsjurist
- Reich, Wilhelm (1897–1957), austroamerikanischer Arzt, Psychiater, Psychoanalytiker, Sexualforscher und Soziologe
- Reich, Willi (1898–1980), österreichisch-schweizerischer Musikwissenschaftler und Musikkritiker
- Reich, Wolfgang (* 1979), deutscher Degenfechter
- Reich-Gutjahr, Gabriele (* 1957), deutsche Politikerin (FDP), MdL
- Reich-Münsterberg, Eugen (1866–1943), deutscher Landschaftsmaler und Grafiker
- Reich-Ranicki, Marcel (1920–2013), polnisch-deutscher Literaturkritiker und PublizistMarcel Reich-Ranicki (1920–2013)

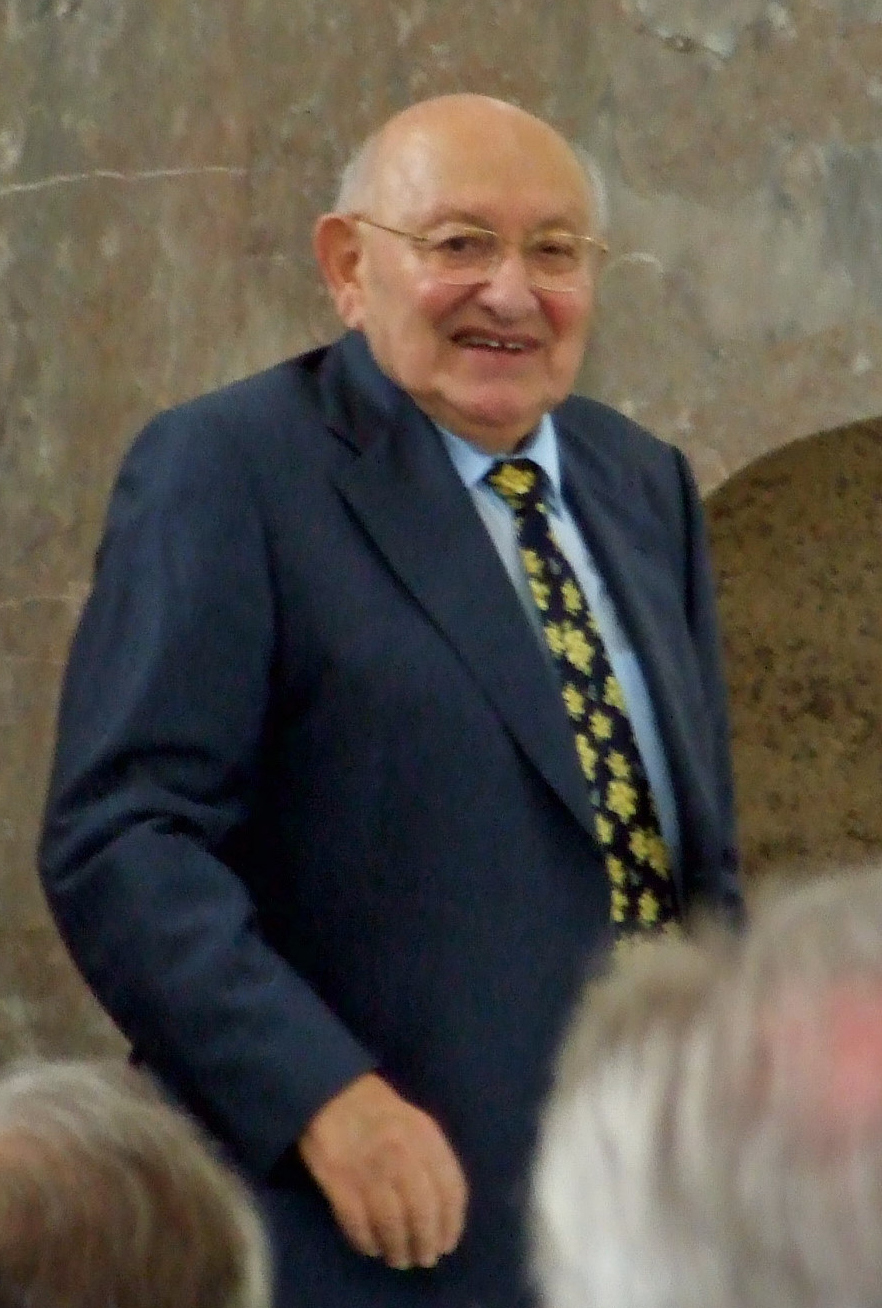
Marcel Reich-Ranicki (1920–2013)

- Reich-Ranicki, Teofila (1920–2011), polnisch-deutsche Künstlerin
- Reich-Rohrwig, Johannes (* 1954), österreichischer Jurist und Hochschullehrer
- Reich-Schupke, Stefanie (* 1977), deutsche Dermatologin, Hochschullehrerin und Fachautorin

#### Reicha
- Reicha, Anton (1770–1836), böhmischer Komponist, Musikpädagoge und Flötist
- Reicha, Joseph (1752–1795), böhmischer Cellist und Komponist
- Reichard (1521–1598), Herzog von Pfalz-Simmern
- Reichard, Christa (* 1955), deutsche Politikerin (CDU), MdB
- Reichard, Christian Gottlieb (1758–1837), deutscher Kartograf und Geograph
- Reichard, Christoph (* 1941), deutscher Wirtschaftswissenschaftler
- Reichard, Edward H. (1912–1988), US-amerikanischer Film- und Tontechniker
- Reichard, Elias Caspar (1714–1791), deutscher Pädagoge und Schriftsteller
- Reichard, Ernst (1876–1956), deutscher Jurist und Verwaltungsbeamter
- Reichard, Gottfried (1786–1844), deutscher Chemiker, Unternehmer und Ballonfahrer
- Reichard, Heinrich August Ottokar (1751–1828), deutscher Bibliothekar und Schriftsteller
- Reichard, Heinrich Gottfried (1742–1801), deutscher Lehrer, Philologe, Kantor und Komponist
- Reichard, Holger (* 1966), deutscher freier Autor, Werbetexter und Webdesigner
- Reichard, Jacob (1841–1913), deutscher Berufsfotograf und Unternehmer
- Reichard, Johann Jacob (1743–1782), deutscher Arzt und Botaniker
- Reichard, Joseph Martin (1803–1872), deutscher Politiker und Revolutionär
- Reichard, Mea († 1924), Malerin, Schriftstellerin und Übersetzerin
- Reichard, Paul (1854–1938), deutscher Afrikaforscher
- Reichard, Peter (1925–2018), österreichisch-schwedischer Biochemiker
- Reichard, Peter, deutscher Journalist, Drehbuchautor und Polizeibeamter
- Reichard, Susanne (* 1963), österreichische Politikerin (ÖVP) und Bezirksvorsteherin
- Reichard, Walther (1827–1873), deutscher Jurist und Politiker, MdL
- Reichard, Wilhelmine (1788–1848), deutsche BallonfahrerinWilhelmine Reichard (1788–1848)

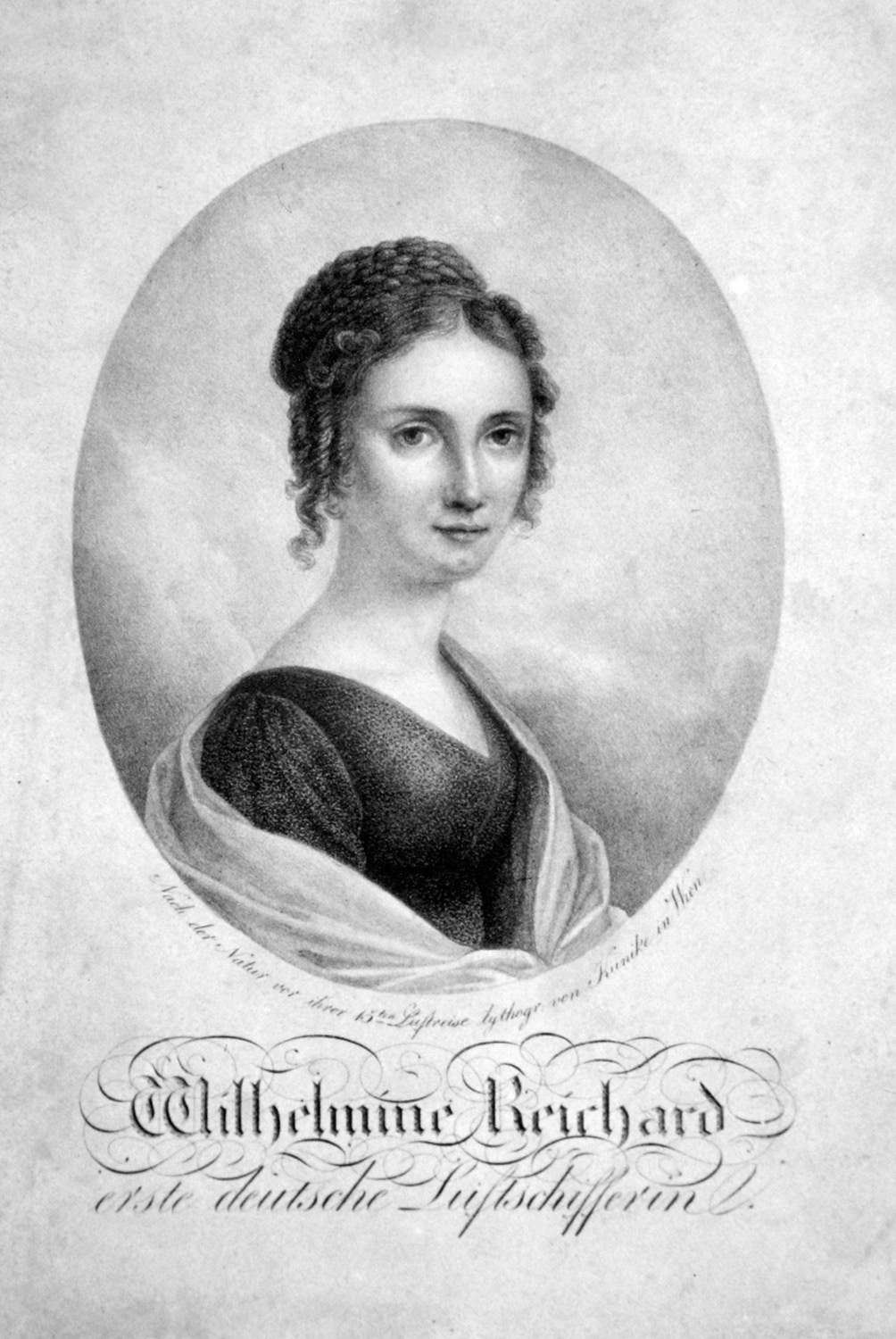
Wilhelmine Reichard (1788–1848)

- Reichard, Will (* 2001), US-amerikanischer American-Football-Spieler
- Reichardt, Achim (* 1929), deutscher Diplomat (DDR)
- Reichardt, Albert (1871–1932), deutscher Geologe und Paläontologe
- Reichardt, Alexander (1825–1885), österreichischer Opernsänger (Tenor)
- Reichardt, André (* 1949), französischer Politiker (UMP)
- Reichardt, Carl Friedrich (1803–1871), deutscher Architekt und Autor
- Reichardt, Christian (* 1934), deutscher Chemiker und Professor an der Philipps-Universität Marburg
- Reichardt, Dagmar (* 1961), deutsche Literaturwissenschaftlerin
- Reichardt, Dieter (* 1938), deutscher Romanist
- Reichardt, Dirk (* 1964), deutscher Komponist, Sounddesigner, Jingle-Produzent und Music Supervisor
- Reichardt, Eduard (1827–1891), deutscher Agrikulturchemiker
- Reichardt, Felix (1869–1927), sächsischer Generalmajor
- Reichardt, Gaby (* 1938), deutsche Schauspielerin, Sängerin und Moderatorin
- Reichardt, Günther (1909–1979), deutscher Bibliothekar
- Reichardt, Günther (* 1929), deutscher Jurist und Politiker (FDP)
- Reichardt, Gustav (1797–1884), deutscher Musikpädagoge und Komponist
- Reichardt, Hans (1908–1991), deutscher Mathematiker
- Reichardt, Heinrich Wilhelm (1835–1885), österreichischer Botaniker
- Reichardt, Hermann Paul (1885–1962), deutscher Kommunalpolitiker
- Reichardt, Ingo (* 1955), deutscher Sachbuchautor, Redner und Trainer
- Reichardt, Johann August (1741–1808), deutscher Rechtswissenschaftler
- Reichardt, Johann Elias (1668–1731), deutscher Pädagoge
- Reichardt, Johann Friedrich (1752–1814), deutscher Komponist, Musikschriftsteller und -kritikerJohann Friedrich Reichardt (1752–1814)

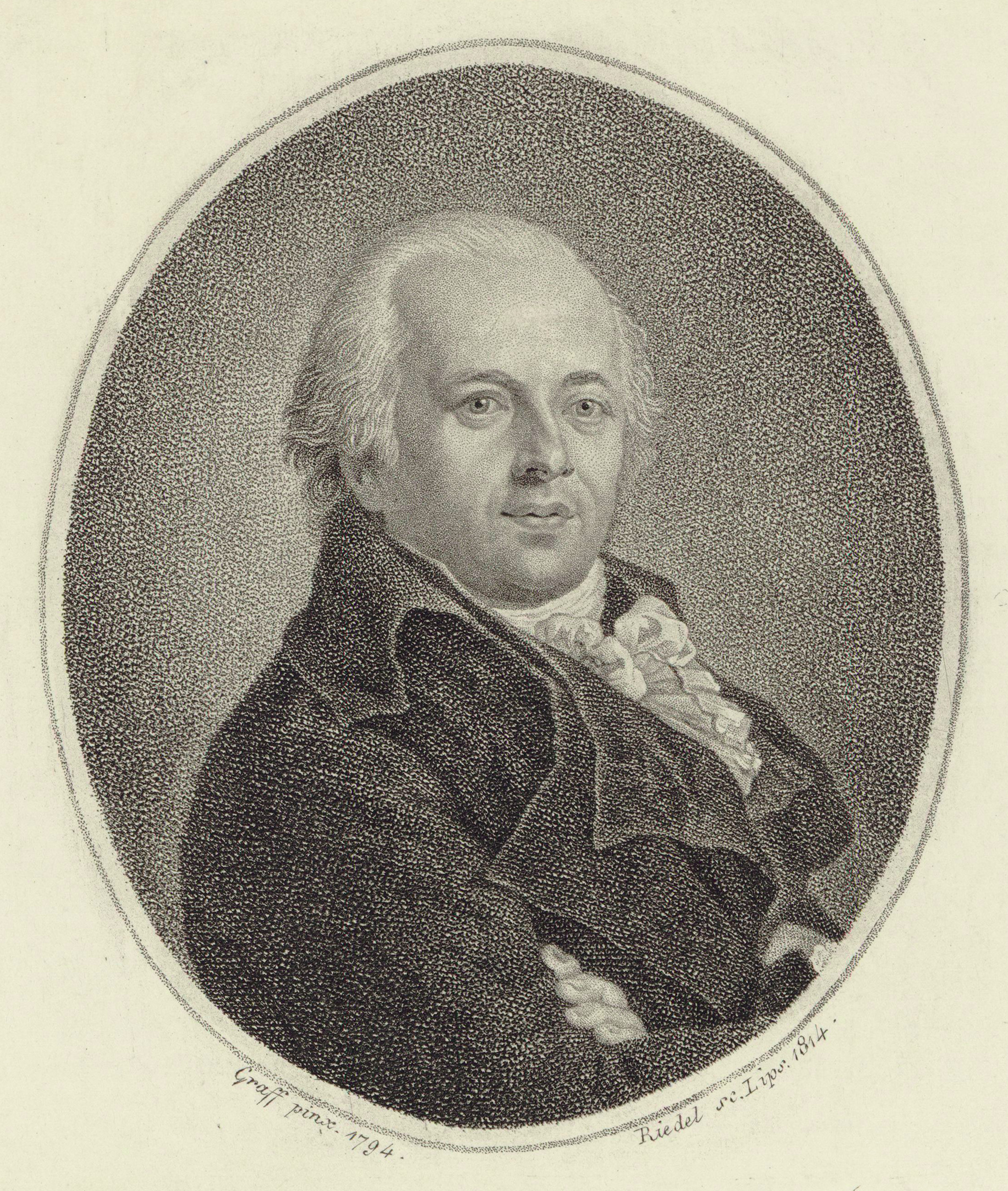
Johann Friedrich Reichardt (1752–1814)

- Reichardt, Juliane (1752–1783), deutsche Sängerin und Komponistin
- Reichardt, Jürgen (* 1938), deutscher Militär und Buchautor
- Reichardt, Kelly (* 1964), US-amerikanische Drehbuchautorin und Regisseurin
- Reichardt, Klaus Dieter (* 1954), deutscher Politiker (CDU), MdL, MdB
- Reichardt, Konstantin (1904–1976), deutsch-amerikanischer germanistischer und skandinavistischer Mediävist
- Reichardt, Leon (* 2004), deutscher Fußballspieler
- Reichardt, Louis (* 1942), US-amerikanischer Zellbiologe und Bergsteiger
- Reichardt, Louise (1779–1826), deutsche Sängerin, Komponistin, Musikpädagogin
- Reichardt, Lutz (1934–2009), deutscher Bibliothekar und Ortsnamenforscher
- Reichardt, Margaretha (1907–1984), deutsche Textildesignerin, Grafikerin
- Reichardt, Marion (* 1997), deutsche Ruderin
- Reichardt, Martin (1874–1966), deutscher Psychiater sowie Hochschullehrer
- Reichardt, Martin (* 1969), deutscher Politiker (AfD), MdBMartin Reichardt (* 1969)

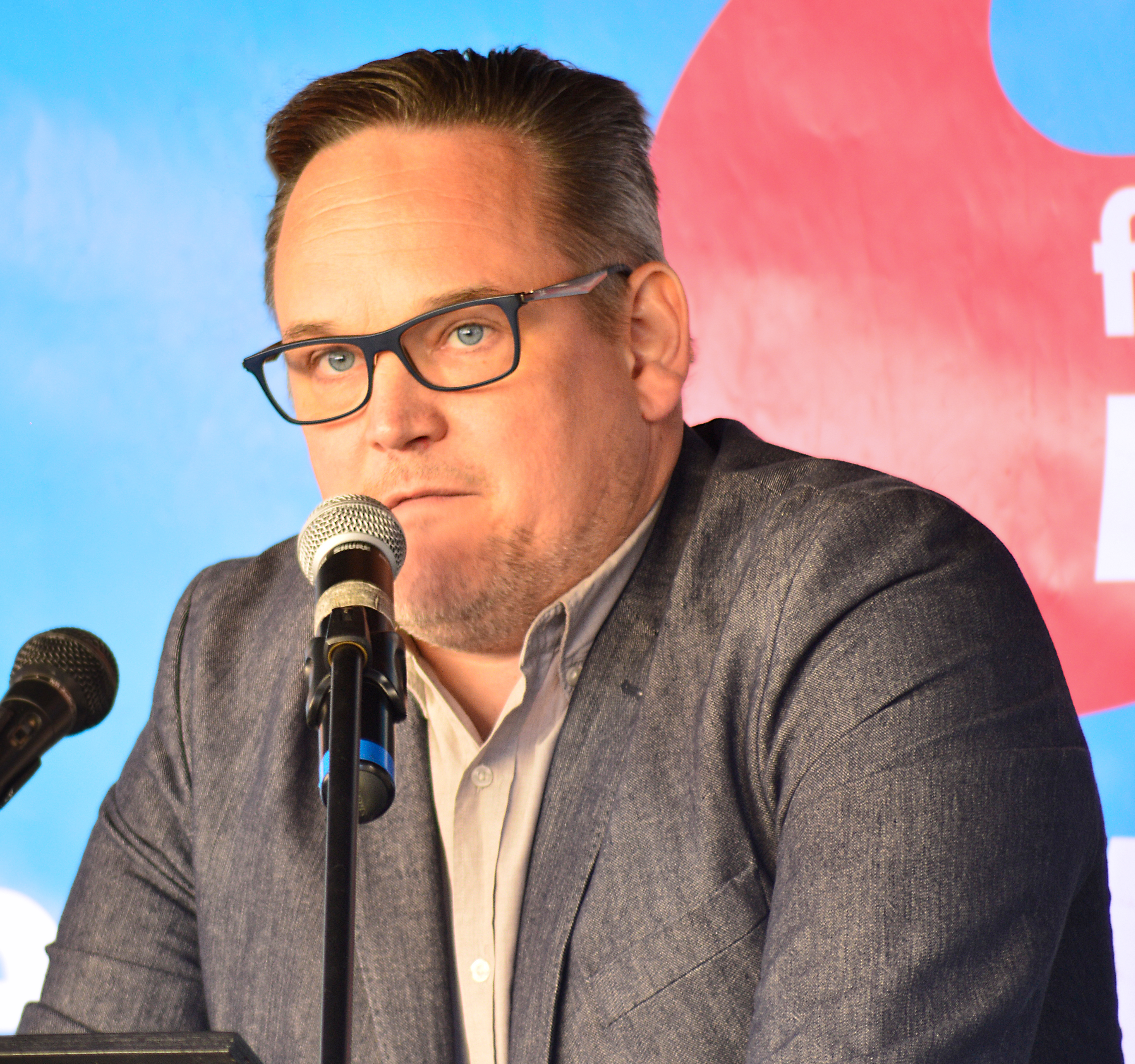
Martin Reichardt (* 1969)

- Reichardt, Maybelle (1907–1999), US-amerikanische Diskuswerferin
- Reichardt, Michael (* 1963), deutscher katholischer Neutestamentler
- Reichardt, Monika (* 1956), deutsche Politikerin (DDR-CDU, CDU), MdL
- Reichardt, Nadja (* 1964), deutsche Schauspielerin und Synchronsprecherin
- Reichardt, Paul (* 1875), deutscher Fregattenkapitän der Kaiserlichen Marine
- Reichardt, Robert H. (1927–1994), schweizerisch-österreichischer Soziologe und Hochschullehrer
- Reichardt, Rolf (* 1940), deutscher Historiker und Bibliothekar
- Reichardt, Rolf Rüdiger (* 1940), deutscher Politiker (CDU), MdL
- Reichardt, Simon (* 1994), deutscher Musikproduzent und DJ
- Reichardt, Sven (* 1967), deutscher Historiker
- Reichardt, Thea (* 1921), deutsche Textilkünstlerin
- Reichardt, Truels (* 1994), deutscher Politiker (SPD), MdB
- Reichardt, Walter (1903–1985), deutscher Ingenieur
- Reichardt, Werner (1924–1992), deutscher Physiker, Biologe
- Reichardt, Wilhelm (1855–1938), deutsch-brasilianischer Maler
- Reichardt, Wilhelm (1871–1941), deutscher Theologe
- Reichardt, Wolfgang (1880–1943), deutscher Jurist
- Reichart, Angelika (* 1953), deutsche Juristin, Richterin am Bundesgerichtshof
- Reichart, Bernd (* 1974), deutscher Manager
- Reichart, Bill (1935–2021), US-amerikanischer Eishockeyspieler
- Reichart, Bruno (* 1943), deutscher Herzchirurg und HochschullehrerBruno Reichart (* 1943)

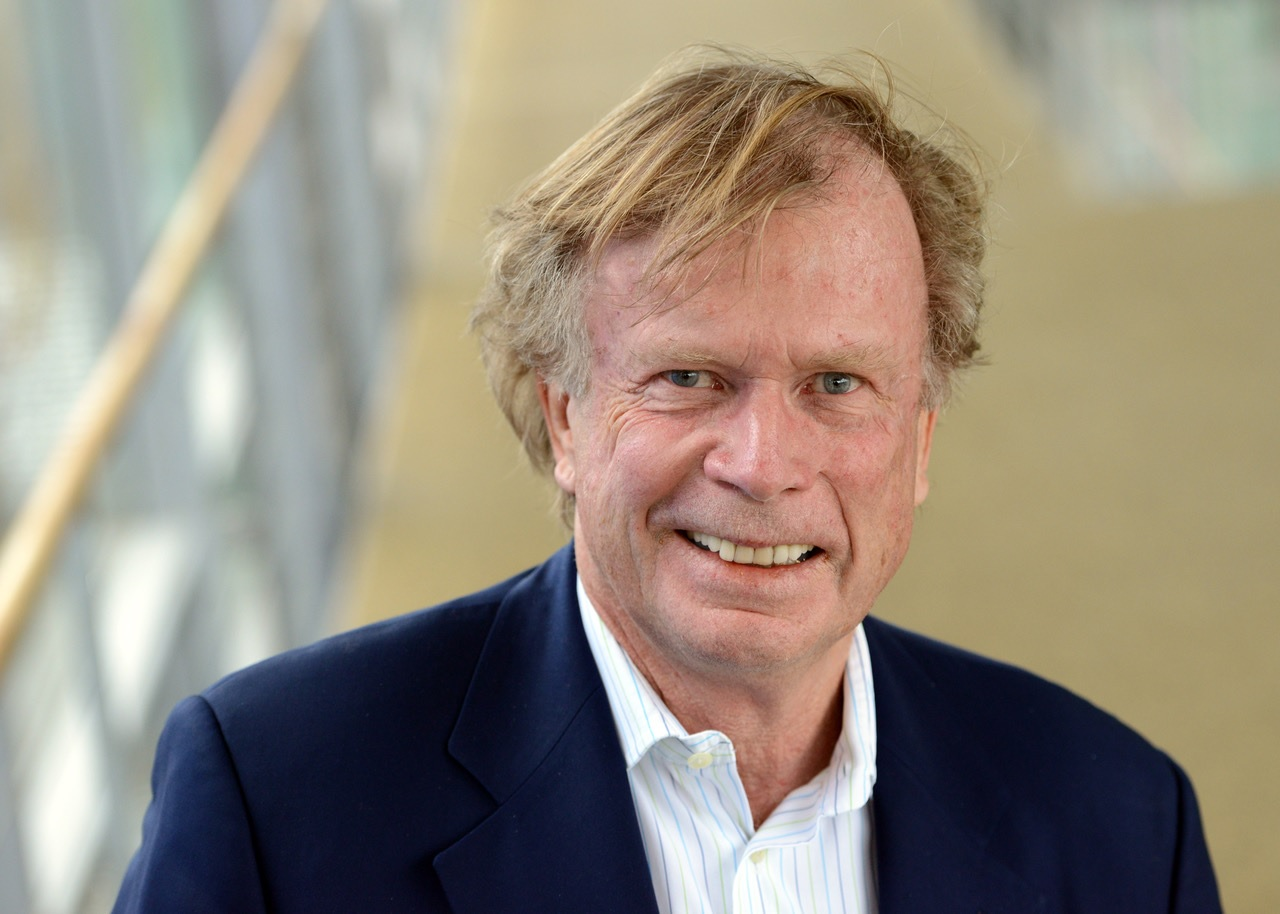
Bruno Reichart (* 1943)

- Reichart, Christian (1685–1775), deutscher Ratsmeister und Gärtner, Begründer des Gartenbaus in Deutschland
- Reichart, Edi (* 1957), deutscher Skiläufer
- Reichart, Elisabeth (* 1953), österreichische Schriftstellerin
- Reichart, Elke (* 1952), deutsche Journalistin und Autorin
- Reichart, Manuela (* 1953), deutsche Moderatorin, Literaturkritikerin und Autorin
- Reichart, Norbert (* 1970), österreichischer Musiker und Produzent
- Reichart, Sonja (* 1964), deutsche Freestyle-Skierin
- Reichart, Stephan (* 1971), deutscher Eventmanager, Geschäftsführer, Dozent und Moderator und Twitch-Partner auf der gleichnamigen StreamingplattformStephan Reichart (* 1971)

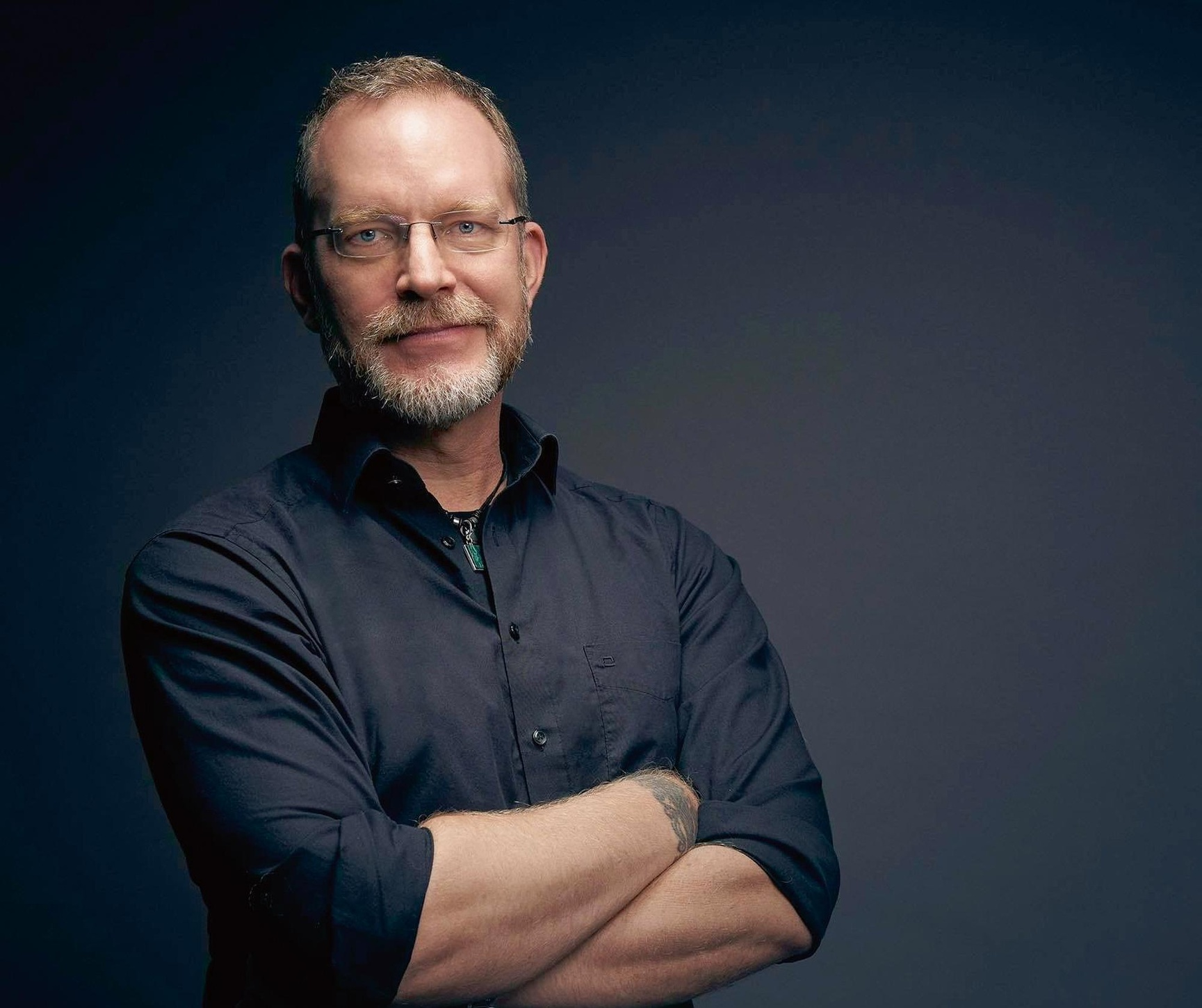
Stephan Reichart (* 1971)

- Reichart, Thomas (* 1971), deutscher Fernseh-Journalist und Buchautor
- Reichart, Werner (* 1949), österreichischer Politiker (ÖVP), Landtagsabgeordneter
- Reichart, Wilhelm (1915–1997), österreichischer Politiker (ÖVP, FPÖ), Landtagsabgeordneter zum Vorarlberger Landtag
- Reichartinger, Leonhard († 1396), bayerischer Kreuzritter
- Reichau, Georg Ernst von (1658–1735), deutscher Stiftamtmann in dänischen Diensten

#### Reiche
- Reiche, Adele (1875–1957), deutsche Politikerin (SPD), MdHB
- Reiche, Bartold († 1589), deutscher Jurist und herzoglicher Rat
- Reiche, Cara (* 2000), deutsche Handballspielerin
- Reiche, Claudia, Medienwissenschaftlerin, Künstlerin und Kuratorin
- Reiche, Daniel (* 1988), deutscher FußballspielerDaniel Reiche (* 1988)

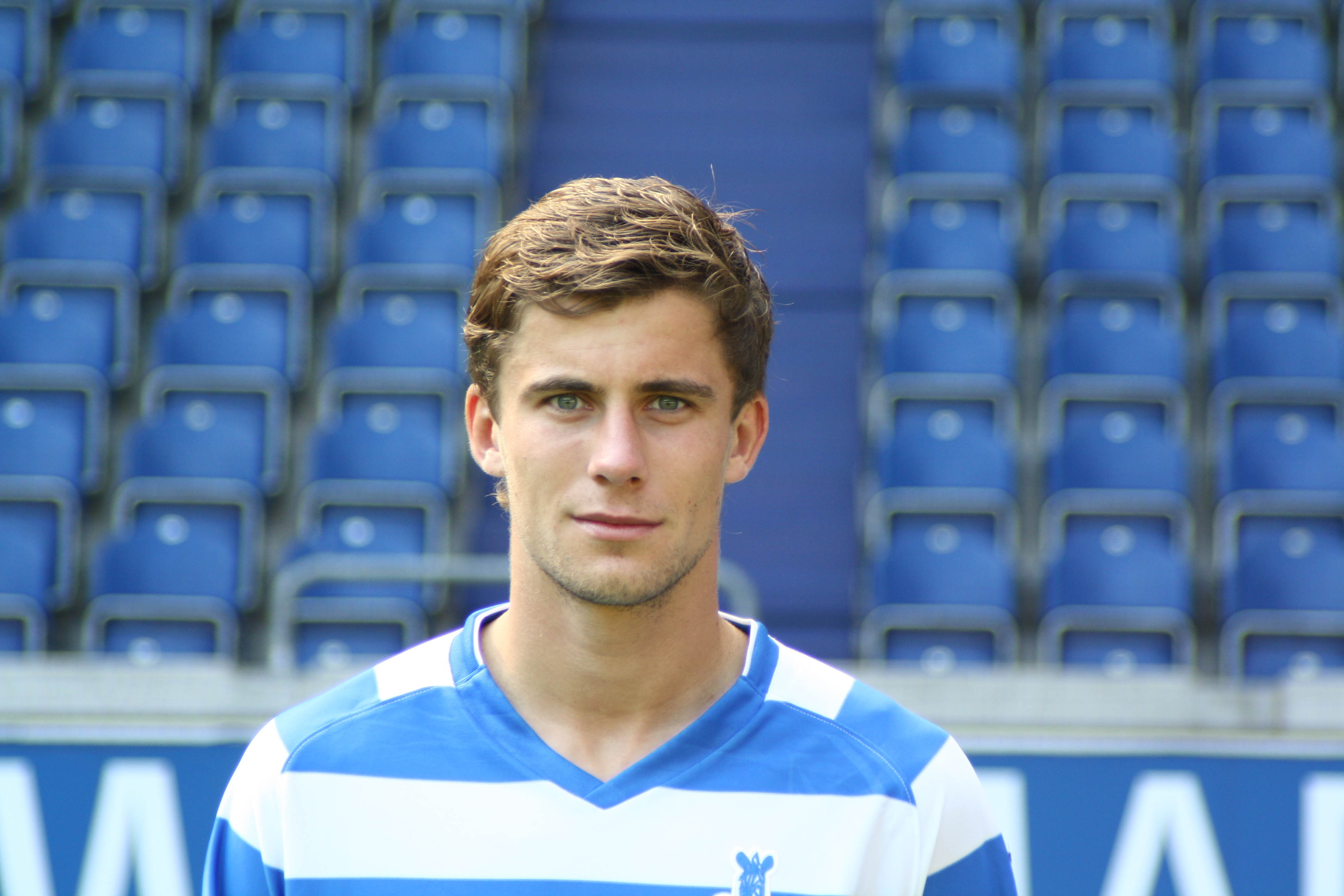
Daniel Reiche (* 1988)

- Reiche, Danyel (* 1972), deutscher Politologe
- Reiche, Dietlof (* 1941), deutscher Kinder- und Jugendbuchautor
- Reiche, Erich (1560–1622), Bürgermeister von Hannover
- Reiche, Erwin (1894–1970), deutscher Schriftsteller
- Reiche, Eugen (1878–1946), deutscher Posaunist und Komponist der Spätromantik
- Reiche, Frank (1949–2020), deutscher Boxer
- Reiche, Friedrich Anton (1845–1913), deutscher Unternehmer
- Reiche, Fritz (1883–1969), deutsch-amerikanischer Physiker
- Reiche, Georg (* 1618), deutscher Verwaltungsbeamter
- Reiche, Gerhard (1920–2014), deutscher Archivar und Genealoge
- Reiche, Gottfried (1667–1734), deutscher Trompetenvirtuose des Barock und Komponist
- Reiche, Hans-Christian (1944–2019), deutscher Militär, Stv. Minister und Chef Kommando Landstreitkräfte der Nationalen Volksarmee
- Reiche, Hans-Joachim (1921–2005), deutscher Journalist
- Reiche, Harri (* 1953), deutscher Politiker (SED, SPD, parteilos)
- Reiche, Heinz (1919–1978), deutscher DBD-Funktionär, MdV
- Reiche, Helmut Christian (1913–1993), deutscher Jurist und Schriftsteller
- Reiche, Hugo von (1839–1883), deutscher Maschinenbauingenieur und Hochschullehrer
- Reiche, Johann Georg (1794–1863), deutscher Theologe, Autor, Hochschullehrer und Konsistorialrat in Göttingen
- Reiche, Johann Wulbrand (1631–1679), braunschweig-lüneburgischer Konsistorialrat und Landsyndikus
- Reiche, Johannes (1617–1688), deutscher lutherischer Theologe und Pastor
- Reiche, Johannes (* 1955), deutscher Komponist und Klarinettist
- Reiche, Karin, deutsche Basketballspielerin
- Reiche, Karl (1902–1959), deutscher Schriftsteller
- Reiche, Karl Friedrich (1860–1929), deutscher Botaniker
- Reiche, Katherina (* 1973), deutsche Politikerin (CDU), MdB, BundeswirtschaftsministerinKatherina Reiche (* 1973)

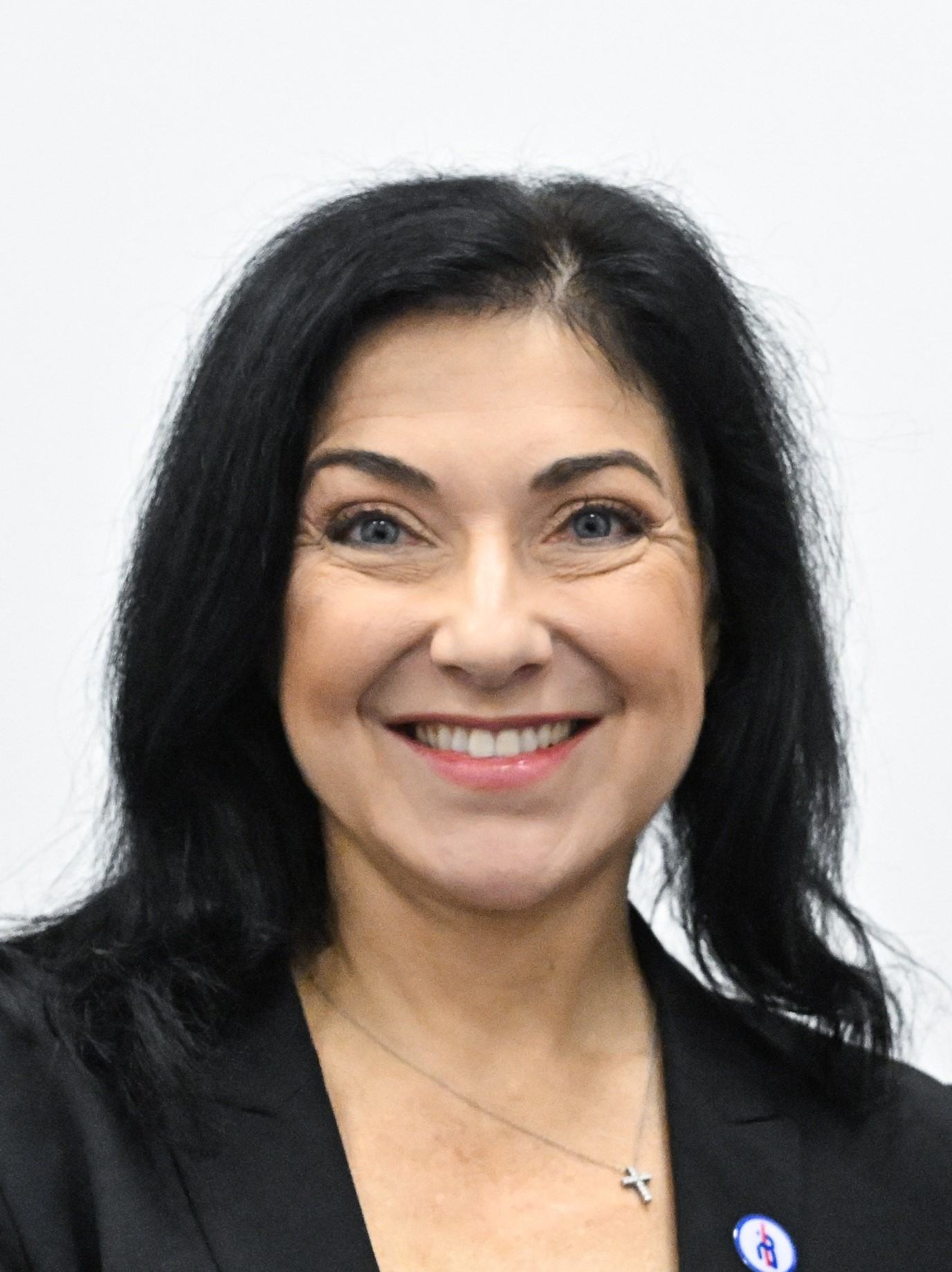
Katherina Reiche (* 1973)

- Reiche, Ludwig von (1774–1840), deutscher Militär, Erfinder, Direktor, Träger der Goldenen Medaille für Kunst und Wissenschaft
- Reiche, Ludwig von (1775–1855), preußischer General der Infanterie sowie Militärschriftsteller
- Reiche, Maria (1903–1998), deutsch-peruanische Altamerikanistin, untersuchte als Erste die Nazca-Linien
- Reiche, Momoe Malietoa Von, samoanische Dichterin
- Reiche, Nora (* 1983), deutsche Handballspielerin
- Reiche, Reimut (* 1941), deutscher Soziologe, Psychoanalytiker und Sexualforscher
- Reiche, Renate (1927–2021), deutsche Schauspielerin
- Reiche, Richart (1876–1943), deutscher Kunsthistoriker
- Reiche, Rüdiger (* 1955), deutscher Olympiasieger im Rudern
- Reiche, Steffen (* 1960), deutscher Geistlicher und Politiker (SPD), MdV, MdL, MdB
- Reiche, Susanne (* 1962), deutsche Schriftstellerin und Biologin
- Reiche, Theodor (1839–1913), deutscher Lehrer, niederdeutscher Schriftsteller und Lexikograf
- Reiche, Ulrike (* 1965), deutsche Yoga-Lehrerin, Coach und Schriftstellerin
- Reiche, Volker (* 1944), deutscher Comiczeichner
- Reiche, Walter (1913–2003), deutscher Geistlicher (römisch-katholisch), Ehrenbürger von Zörbig
- Reiche, Willi (* 1954), deutscher Künstler
- Reiche-Eisenstuck, Carl Friedrich (1790–1864), deutscher Politiker

##### Reicheg
- Reichegger, Manfred (* 1977), italienischer Skibergsteiger

##### Reichel
- Reichel, Achim (* 1944), deutscher Musiker, Komponist und ProduzentAchim Reichel (* 1944)

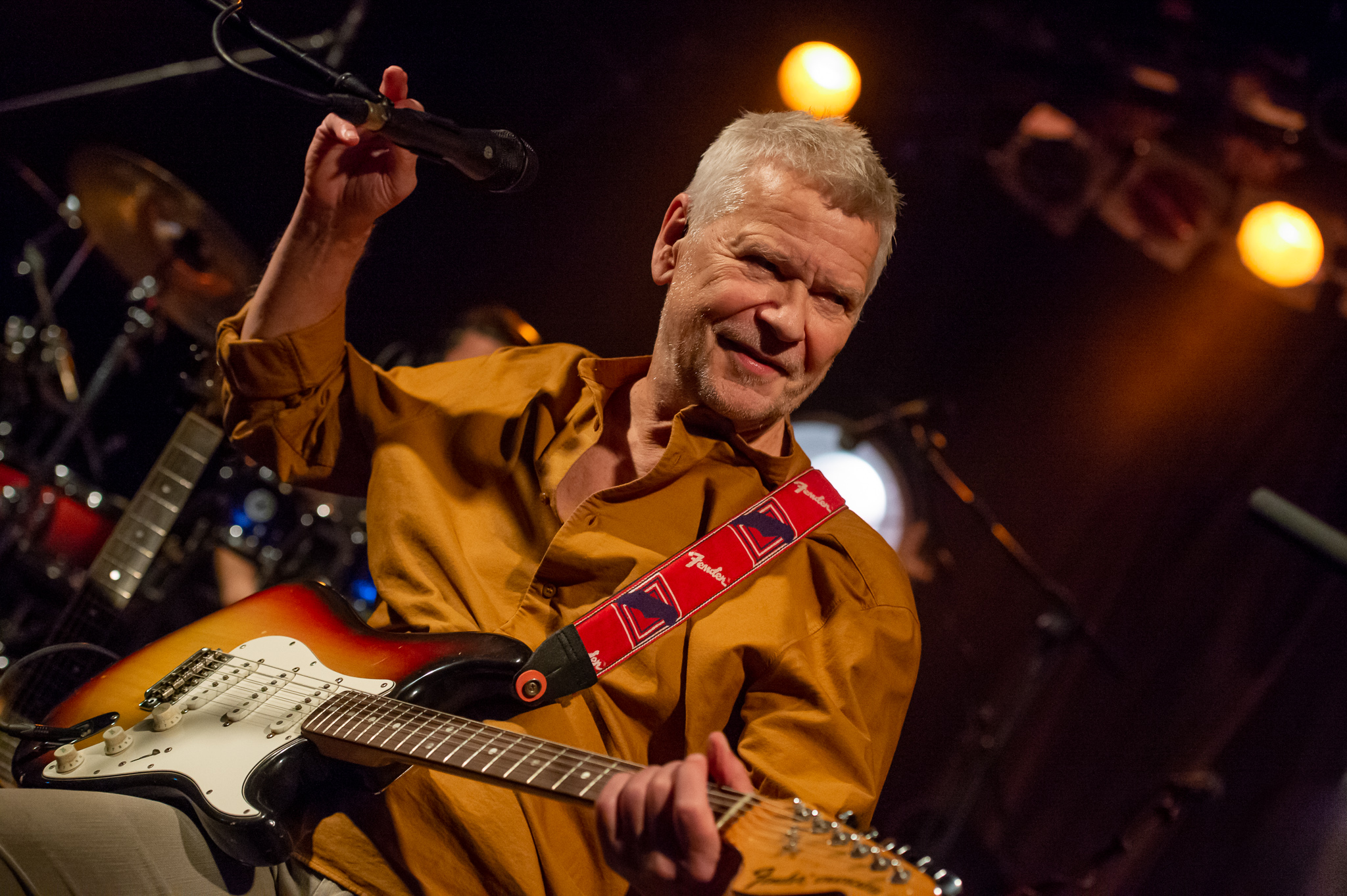
Achim Reichel (* 1944)

- Reichel, Adolf (1816–1896), deutsch-schweizerischer Dirigent und Komponist
- Reichel, Albrecht von (1638–1697), Stadtmajor, Stadtwachtmeister und Stadtkommandant in Breslau und Verfasser eines Werks über das Breslauer Patriziat
- Reichel, Alexander (1853–1921), Schweizer Jurist, Hochschullehrer und Politiker
- Reichel, Alexander (* 1971), US-amerikanischer Tennisspieler
- Reichel, André (* 1974), deutscher Wirtschaftswissenschaftler und Nachhaltigkeitsforscher
- Reichel, Andreas (* 1961), deutscher Manager und Politiker (FDP), MdLAndreas Reichel (* 1961)

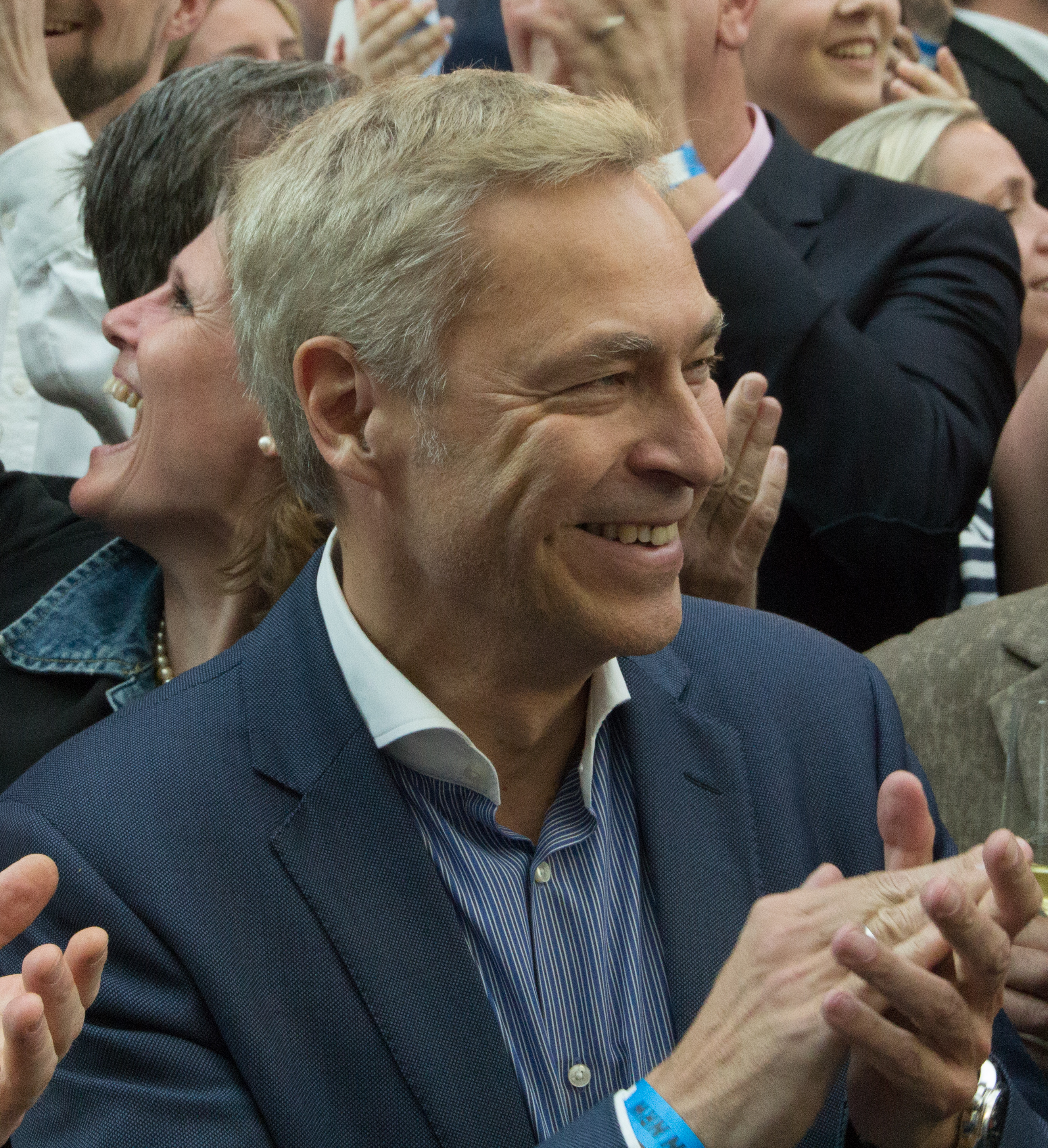
Andreas Reichel (* 1961)

- Reichel, Armin (* 1958), deutscher Fußballtorhüter und -trainer
- Reichel, Berit (* 1967), deutsche Rettungsschwimmerin
- Reichel, Bernard (1901–1992), Schweizer Komponist und Musiker
- Reichel, Boris (* 1975), deutscher Badmintonspieler
- Reichel, Carl Anton (1874–1944), österreichischer bildender Künstler
- Reichel, Carl Christian Philipp (1788–1857), russisch-deutscher Maler
- Reichel, Carl Ferdinand (1800–1860), deutscher Apotheker und Pflanzenkundler
- Reichel, Christian (1888–1952), deutscher Verwaltungsjurist und Landrat
- Reichel, Christian Heinrich (1734–1807), deutscher Pädagoge
- Reichel, Christoph August (1715–1774), deutscher Kirchenlieddichter, lutherischer Geistlicher und Gymnasiallehrer
- Reichel, Claus (* 1986), deutscher Filmproduzent
- Reichel, Edward (* 1940), deutscher Romanist
- Reichel, Elly (1930–2025), deutsche Grafikerin und Malerin
- Reichel, Emma (1857–1931), deutsche Schauspielerin, Journalistin und Schriftstellerin
- Reichel, Erdmann Traugott (1748–1832), deutscher Kaufmann
- Reichel, Ernst (1857–1934), deutscher Ingenieur und Hochschullehrer
- Reichel, Ernst (* 1960), deutscher DiplomatErnst Reichel (* 1960)

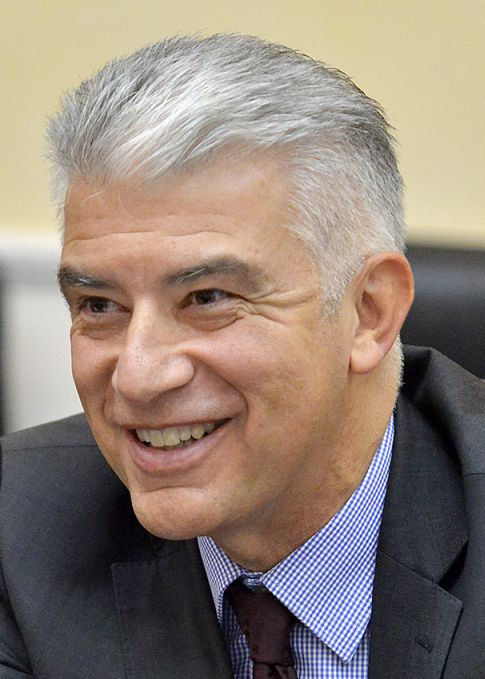
Ernst Reichel (* 1960)

- Reichel, Ernst Moritz (1798–1863), deutscher evangelisch-lutherischer Theologe und Pfarrer
- Reichel, Frank (* 1978), deutscher Skispringer
- Reichel, Frantz (1871–1932), französischer Sportler
- Reichel, Franz (1901–1965), deutscher Architekt
- Reichel, Georg (1870–1947), deutscher Gewerkschafter
- Reichel, Georg Christian (1717–1771), Mediziner und Hochschullehrer
- Reichel, Gottfried (1925–2015), deutscher Bildschnitzer
- Reichel, Hanna (* 1984), deutsch-amerikanische evangelische Theologin
- Reichel, Hans (1892–1958), deutscher Maler und Zeichner
- Reichel, Hans (1911–1995), deutscher Physiologe und Hochschullehrer
- Reichel, Hans (1949–2011), deutscher Gitarrist, Violinist, Instrumentenbauer und TypographHans Reichel (1949–2011)

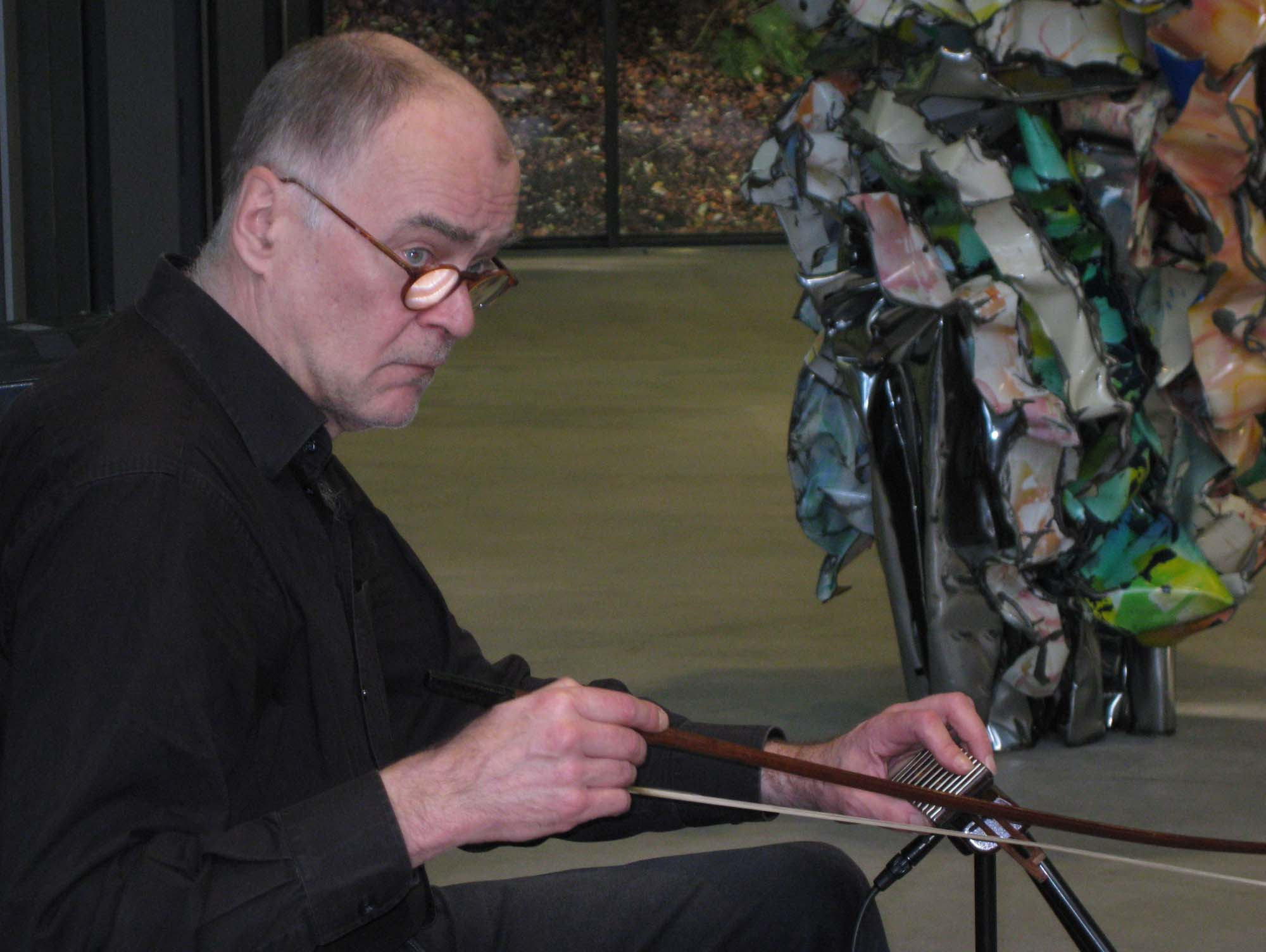
Hans Reichel (1949–2011)

- Reichel, Hans Friedrich (1878–1939), deutscher Rechtswissenschaftler und Hochschullehrer
- Reichel, Hans-Christian (1945–2002), österreichischer Mathematiker und Hochschulprofessor
- Reichel, Harry (* 1928), deutscher Fußballspieler
- Reichel, Heiko (* 1960), deutscher Orthopäde und Unfallchirurg
- Reichel, Heinrich (1876–1943), österreichischer Hygieniker
- Reichel, Hellmut (1916–2012), deutscher Geistlicher und Bischof der Herrnhuter Brüdergemeine
- Reichel, Hellmuth (1900–1962), deutscher Balneologe und Professor
- Reichel, Helmuth (1925–2021), Schweizer Organist, Komponist und Dirigent
- Reichel, Horst (* 1935), deutscher Fußballspieler
- Reichel, Horst (* 1941), deutscher Mathematiker, Informatiker und Hochschullehrer
- Reichel, Horst (* 1982), deutscher Triathlet
- Reichel, Horst A. (1936–2014), deutscher Schauspieler, Theatergründer und -leiter
- Reichel, Ingrid (* 1961), österreichische bildende Künstlerin, Essayistin, Ausstellungskritikerin und Rezensentin
- Reichel, Joachim von (1892–1954), deutscher Schriftsteller
- Reichel, Johannes (* 1982), österreichischer Eishockeyspieler
- Reichel, Karl Friedrich Wilhelm (1798–1862), preußischer Generalmajor
- Reichel, Karl-Heinz (* 1917), deutscher Schlagerkomponist, Sänger und Schauspieler
- Reichel, Kasimir Jakowlewitsch (1797–1870), russischer Brücken-Bauingenieur
- Reichel, Käthe (1926–2012), deutsche Schauspielerin und FriedensaktivistinKäthe Reichel (1926–2012)

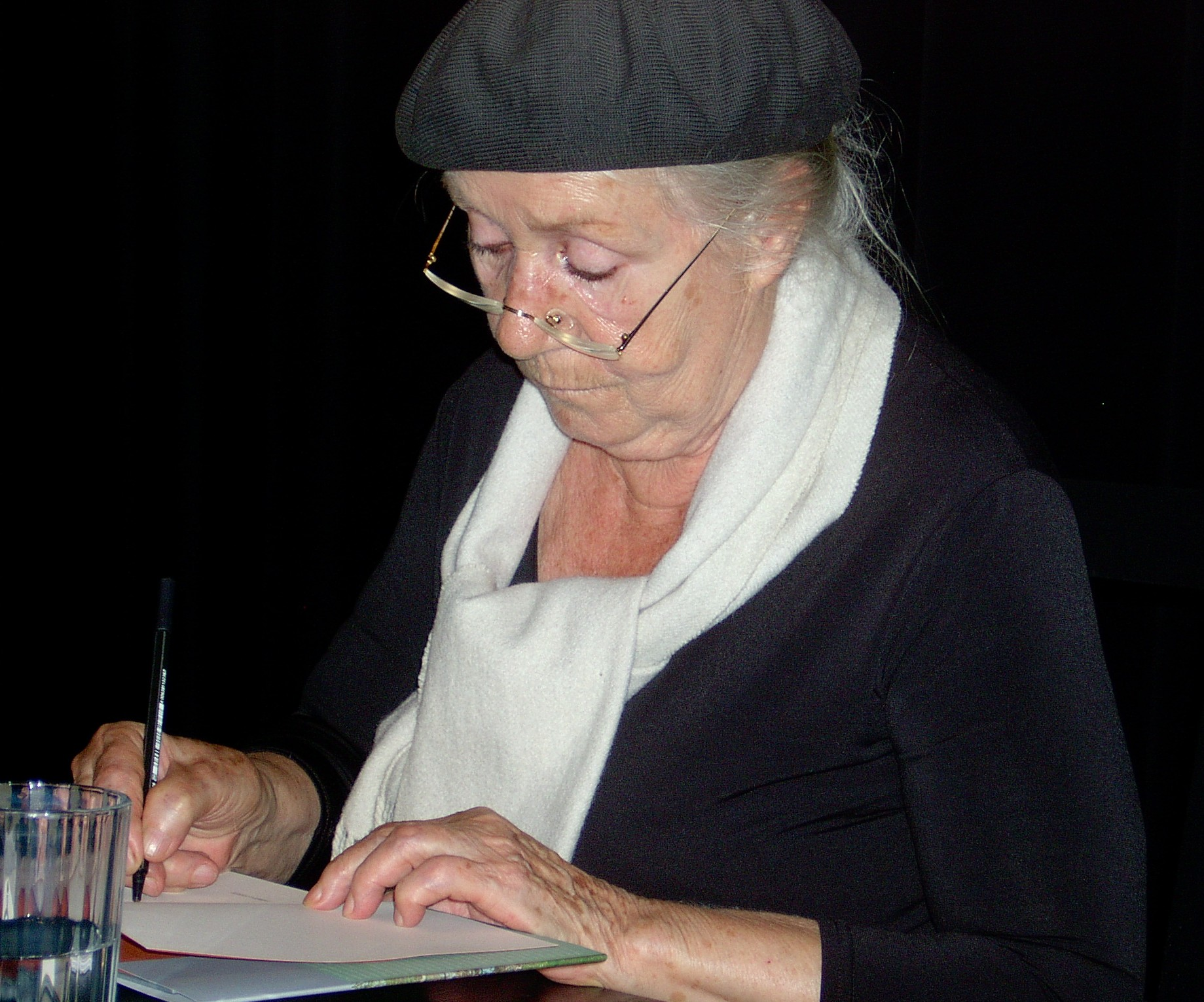
Käthe Reichel (1926–2012)

- Reichel, Ken (* 1986), deutscher Fußballspieler
- Reichel, Klaus (1934–1996), deutscher Chirurg
- Reichel, Kristian (* 1998), deutsch-tschechischer Eishockeyspieler
- Reichel, Lorenz, deutscher Porzellanhersteller
- Reichel, Lukas (* 2002), deutscher Eishockeyspieler
- Reichel, Maik (* 1971), deutscher Politiker (SPD), MdB
- Reichel, Manfred (1896–1984), Schweizer Zoologe, Paläontologe und Hochschullehrer
- Reichel, Markus (* 1968), deutscher Politiker (CDU)
- Reichel, Martin (* 1973), deutsch-tschechischer Eishockeyspieler
- Reichel, Max (1921–2011), deutscher Physiker und Bibliothekar
- Reichel, Maximilian (1856–1924), deutscher Bauingenieur und Feuerwehrbeamter
- Reichel, Michael (* 1960), deutscher Altphilologe
- Reichel, Mirko (* 1970), deutscher Fußballspieler
- Reichel, Norbert (* 1955), deutscher Pädagoge, Publizist, Autor, Herausgeber
- Reichel, Oskar (1869–1943), österreichischer Internist und Kunstsammler
- Reichel, Patrick (* 1984), deutscher Schauspieler
- Reichel, Paul (1912–1941), deutscher Radrennfahrer
- Reichel, Paul Friedrich (1858–1934), deutscher Chirurg
- Reichel, Peter (* 1942), deutscher Politikwissenschaftler
- Reichel, Peter (* 1951), deutscher Fußballspieler
- Reichel, Peter Eckhart (* 1957), deutscher Autor, Hörspielregisseur und Hörbuchproduzent
- Reichel, Robert (* 1971), tschechischer Eishockeyspieler
- Reichel, Robinson (* 1966), deutscher Schauspieler und SynchronsprecherRobinson Reichel (* 1966)
- Reichel, Rodrigo, Geiger

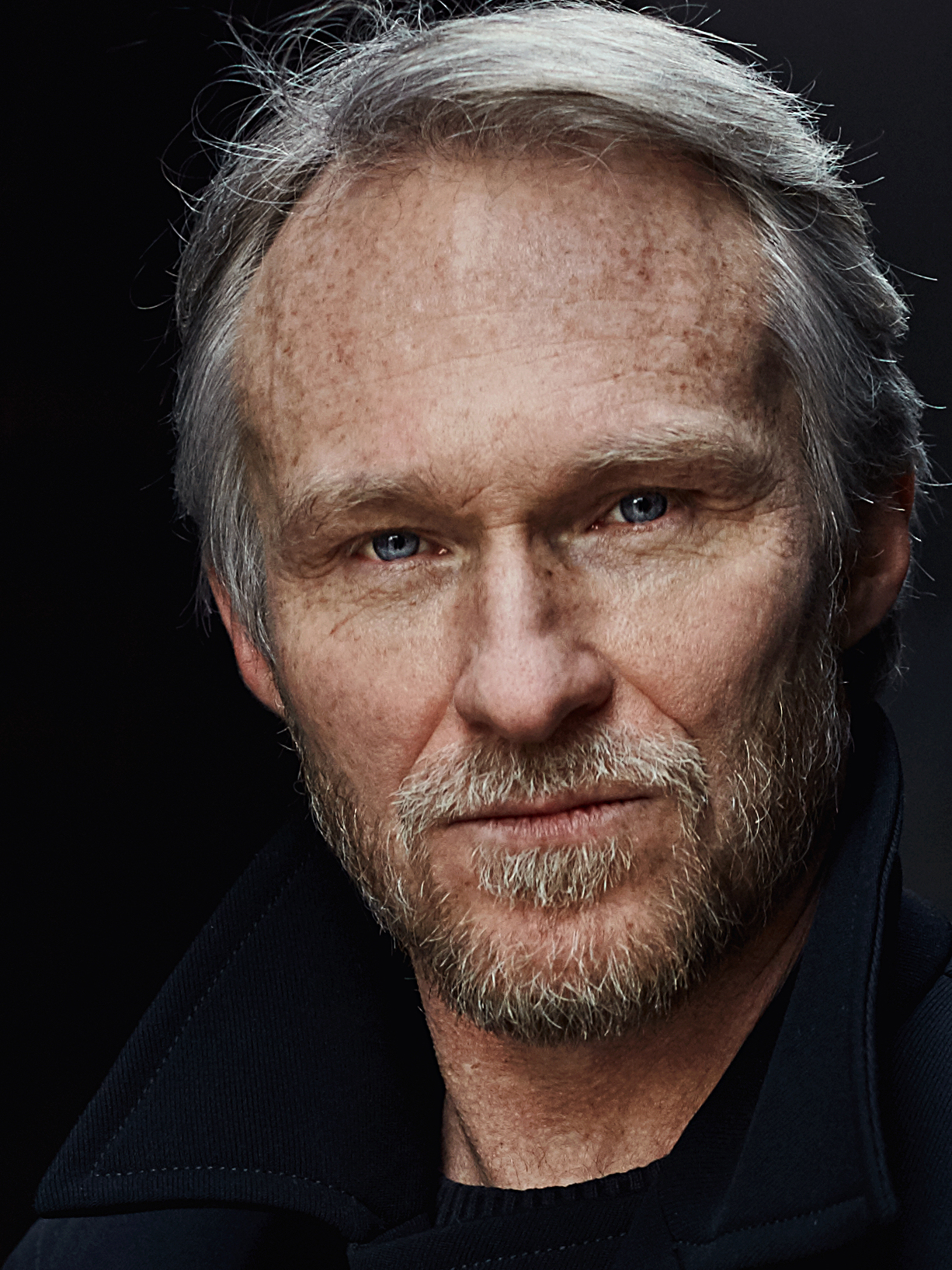
Robinson Reichel (* 1966)

- Reichel, Samuel Benjamin (1716–1793), deutscher lutherischer Theologe und Gymnasiallehrer
- Reichel, Thomas (* 1961), deutscher Eishockeyspieler
- Reichel, Tobias (* 1985), deutscher Fußballschiedsrichter
- Reichel, Verena (1945–2022), deutsche literarische Übersetzerin
- Reichel, Walter (1867–1937), deutscher Ingenieur
- Reichel, Walther (1914–1945), deutscher Klassischer Archäologe
- Reichel, Wolfgang (1858–1900), österreichischer Klassischer Archäologe
- Reichel, Wolfgang (* 1951), deutscher Politiker (CDU), MdL
- Reichel, Wolfgang (* 1958), deutscher Fußballspieler
- Reichel-Dolmatoff, Gerardo (1912–1994), österreichisch-kolumbianischer Anthropologe bei den Tokanoan-Stämmen im West-Amazonas
- Reichel-Koß, Ilse (1925–1993), deutsche Politikerin (SPD), MdA
- Reichelderfer, Francis (1895–1983), US-amerikanischer Meteorologe
- Reichelderfer, Luther Halsey (1874–1945), US-amerikanischer Politiker
- Reichelderfer, Paul V. (1913–1996), US-amerikanischer Mathematiker
- Reichelt, Andreas (* 1950), deutscher Fußballspieler
- Reichelt, Andreas Artur (* 1977), deutscher Schriftsteller
- Reichelt, Bernd (* 1957), deutscher Bauingenieur und Hochschullehrer, MdV
- Reichelt, Christiane, deutsche Schauspielerin
- Reichelt, Daniel (* 1974), deutscher Jurist, Richter am Bundesgerichtshof
- Reichelt, David (* 1986), deutscher Komponist
- Reichelt, Elfriede (1883–1953), deutsche Kunstfotografin
- Reichelt, Elisabeth (1910–2001), deutsche Opernsängerin (Koloratursopran)
- Reichelt, Fe (1925–2023), deutsche Tänzerin, Choreographin und Tanztherapeutin
- Reichelt, Felix (* 1994), deutscher Musikproduzent und DJ
- Reichelt, Franz (1878–1912), österreichischer Schneider und FallschirmkonstrukteurFranz Reichelt (1878–1912)

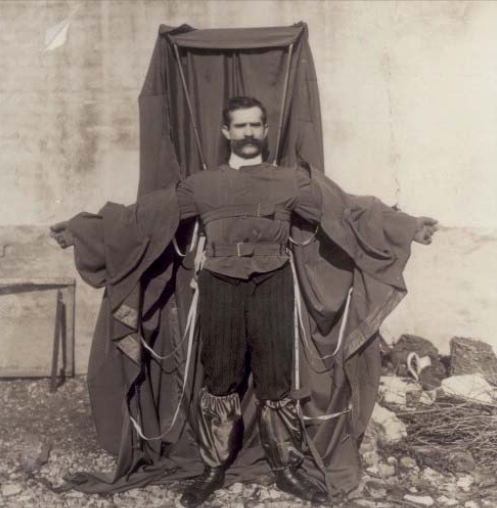
Franz Reichelt (1878–1912)

- Reichelt, Georg (1919–2014), deutscher Berufsoffizier und Politiker (SPD)

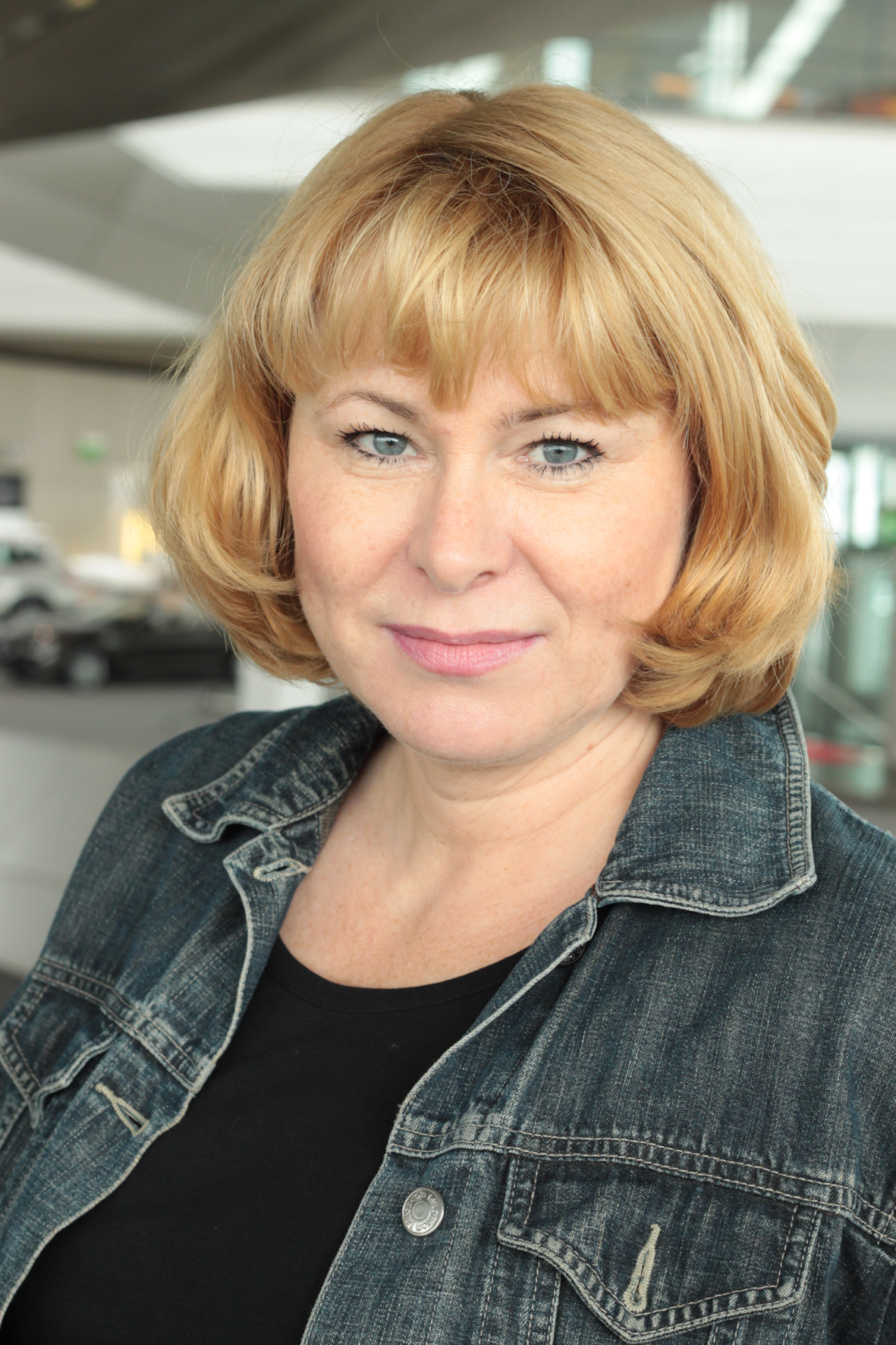
Sonja Reichelt (* 1965)

- Reichelt, Gerhard (* 1931), deutscher Fußballspieler und Fußballtrainer
- Reichelt, Günter (* 1957), deutscher Ringer
- Reichelt, Günther (1926–2021), deutscher Biologe, Geograph und Naturschützer
- Reichelt, Hannes (* 1980), österreichischer Skirennläufer
- Reichelt, Hans (1925–2025), deutscher Politiker (DBD), MdV, Stellvertretender Vorsitzender des Ministerrates und Minister für Land- und Forstwirtschaft der DDR
- Reichelt, Heinrich Moritz (1813–1886), sächsischer Markscheider
- Reichelt, Helmut (* 1939), deutscher Ökonom und Soziologe
- Reichelt, Herbert (1951–2019), deutscher Autor
- Reichelt, Hermann (1878–1914), deutscher Flugpionier
- Reichelt, Hubert (1878–1938), deutscher römisch-katholischer Geistlicher und Märtyrer
- Reichelt, Ingeborg (1928–2022), deutsche Sängerin (Sopran) und Hochschullehrerin
- Reichelt, Johann (1877–1939), österreichischer Sprachwissenschaftler, Indogermanist
- Reichelt, Johannes (1904–1995), deutscher Politiker (SPD), MdL
- Reichelt, Julian (* 1980), deutscher JournalistJulian Reichelt (* 1980)

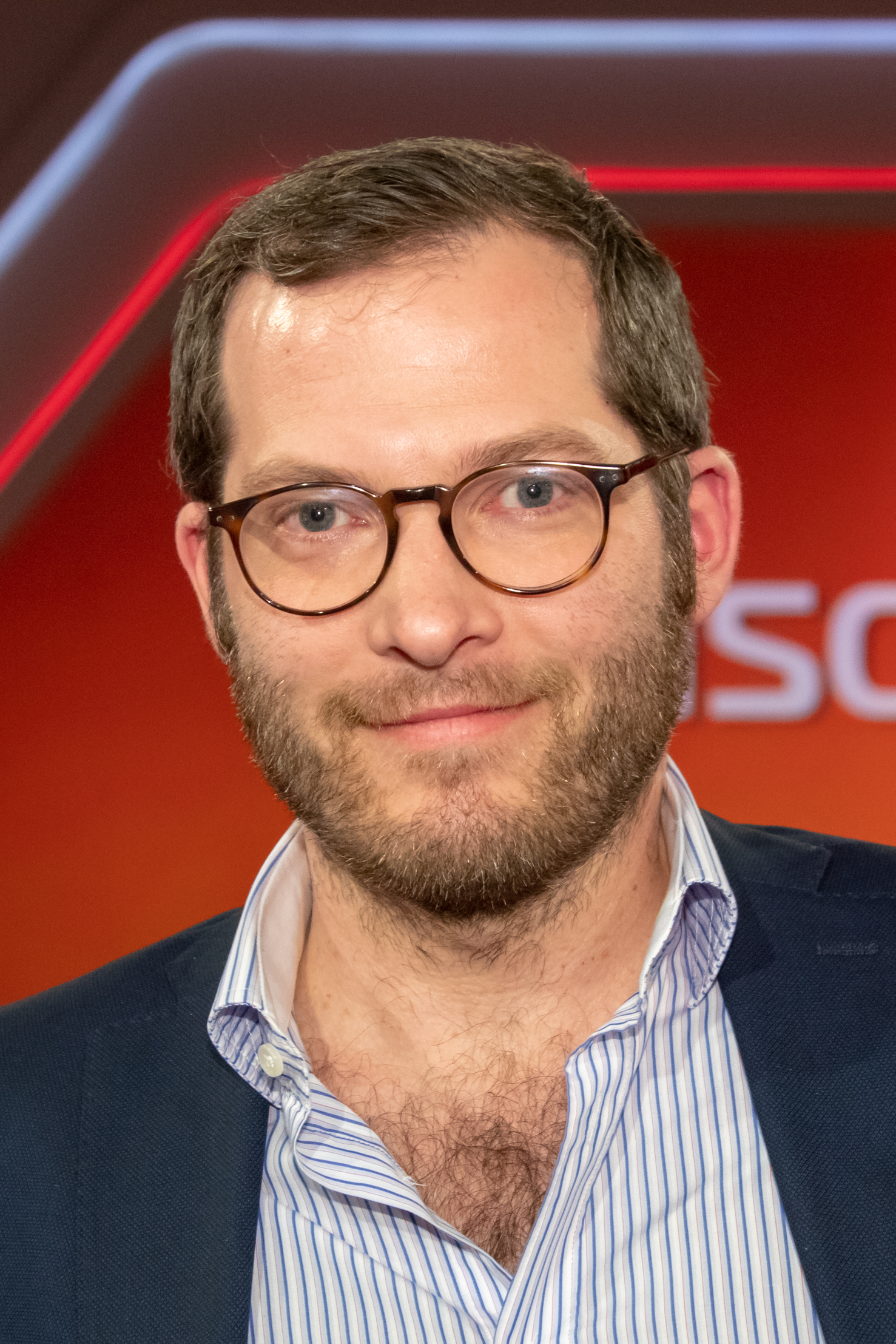
Julian Reichelt (* 1980)

- Reichelt, Julius (1637–1717), deutscher Mathematiker, Geograph, Kartograf und Astronom
- Reichelt, Jutta (* 1967), deutsche Schriftstellerin
- Reichelt, Karl Ludvig (1877–1952), norwegischer Missionar und Religionswissenschaftler
- Reichelt, Leonhard (* 1885), deutscher Amtshauptmann und Landrat
- Reichelt, Manfred (1947–1996), deutscher Kunstmaler, Glasgraveur und Lüftelmaler
- Reichelt, Marion (* 1962), deutsche Siebenkämpferin
- Reichelt, Matthias (* 1955), deutscher freier Kulturjournalist, Autor und Kurator
- Reichelt, Minna (1842–1906), deutsche Diakonissin, Lehrerin und Journalistin
- Reichelt, Moritz (* 1955), deutscher Maler und Musiker
- Reichelt, Ottomar (1853–1911), deutscher Architekt und hochrangiger sächsischer Baubeamter
- Reichelt, Patrick (* 1988), deutsch-philippinischer Fußballspieler
- Reichelt, Paul (1898–1981), deutscher Generalmajor der Bundeswehr und Generalleutnant der Wehrmacht
- Reichelt, Peter (* 1938), deutscher Chemiefacharbeiter und Mitglied der Volkskammer der DDR
- Reichelt, Peter (* 1958), deutscher Autor, Publizist, Filmemacher, Ausstellungsmacher und Produzent sowie Künstleragent und Fotograf
- Reichelt, Rolf (1942–2021), deutscher Jazz-Publizist und Musiktherapeut
- Reichelt, Rudolf (1890–1971), deutscher Ruderer
- Reichelt, Sacha (* 1980), deutscher Politiker (parteilos), Bürgermeister von Euskirchen
- Reichelt, Sara (* 1964), deutsche Schriftstellerin
- Reichelt, Sonja (* 1965), deutsche Schauspielerin und SynchronsprecherinSonja Reichelt (* 1965)
- Reichelt, Theo (* 1931), deutscher Fußballspieler
- Reichelt, Tom (1920–2004), deutscher Maler
- Reichelt, Tom (* 1982), deutscher Skilangläufer
- Reichelt, Victoria (* 1996), deutsche Journalistin, Moderatorin und Influencerin
- Reichelt, Walter (1923–2002), deutscher Schauspieler und Synchronsprecher
- Reichelt, Willy (1880–1946), deutscher Politiker (NSDAP), MdR

##### Reichen
- Reichen, Jürgen (1939–2009), Schweizer Reformpädagoge
- Reichen, Roland (* 1974), Schweizer Autor, Germanist und Editionsphilologe
- Reichenau, Charlotte von (1890–1952), deutsche Volkswirtin, Haushaltswissenschaftlerin und Hochschullehrerin
- Reichenau, Ernst von (1893–1966), deutscher Publizist, Herausgeber und Schriftsteller
- Reichenau, Franz von (1857–1940), deutscher Diplomat
- Reichenau, Rudolf (1817–1879), deutscher Schriftsteller
- Reichenau, Rudolph von (1805–1881), deutscher Verwaltungsjurist und Politiker
- Reichenau, Walter von (1884–1942), deutscher Generalfeldmarschall und KriegsverbrecherWalter von Reichenau (1884–1942)

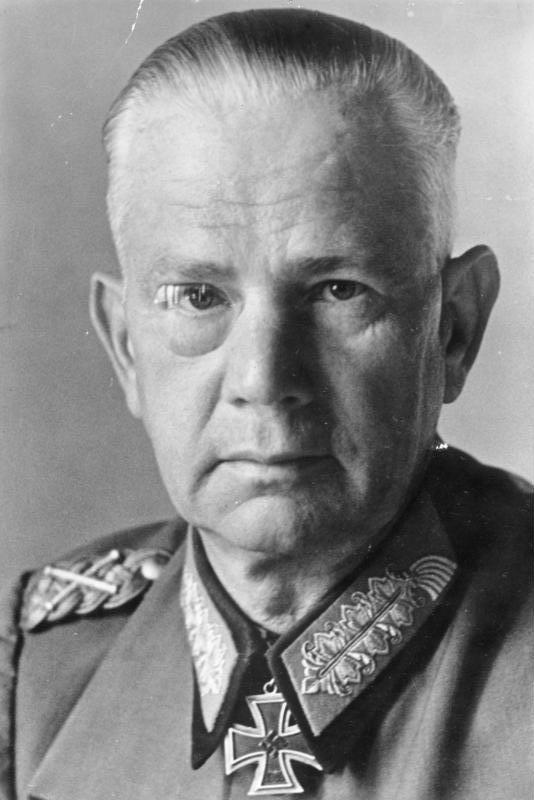
Walter von Reichenau (1884–1942)

- Reichenau, Wilhelm von (1847–1925), deutscher Naturforscher, Paläontologe, Bibliothekar
- Reichenauer, Helmut (* 1946), österreichischer Musikforscher, Pianist und Museumsdirektor
- Reichenauer, Johann Anton († 1730), böhmischer Komponist des Barock
- Reichenauer, Wolfgang, deutscher Orgelbauer
- Reichenbach, Benjamin Friedrich von (1697–1750), Geheimrat, Präsident aller geistlichen Sachen wie auch des Armendirektoriums als auch Direktor des Mons Pietatis, Justizminister
- Reichenbach, Bernhard (1888–1975), deutscher kommunistischer Politiker und Journalist
- Reichenbach, Bill junior (* 1949), US-amerikanischer Jazz- und Studiomusiker
- Reichenbach, Bill senior (1923–2008), US-amerikanischer Jazz-Schlagzeuger und Perkussionist
- Reichenbach, Carl August (1801–1883), deutscher Industrieller und Maschinenfabrikant
- Reichenbach, Carl Heinrich Fabian von (1778–1820), preußischer Verwaltungsjurist und Regierungspräsident von Oppeln (1816–1820)
- Reichenbach, Charles (* 1936), Schweizer Evangelist
- Reichenbach, Christian Ernst von (1644–1699), deutscher Staatsmann und Hochschullehrer
- Reichenbach, Christoph (* 1950), deutscher Bildhauer
- Reichenbach, Eduard von (1812–1869), deutscher Gutsbesitzer und Politiker, MdR
- Reichenbach, Elisabeth Sophia von (1642–1718), deutsche Dichterin und Übersetzerin
- Reichenbach, Erwin (1897–1973), deutscher Stomatologe und Hochschullehrer
- Reichenbach, Eugen (1840–1926), deutscher Landschaftsmaler
- Reichenbach, François (1921–1993), französischer Dokumentarfilmregisseur, Drehbuchautor und Kameramann
- Reichenbach, Georg von (1771–1826), deutscher Erfinder und Ingenieur
- Reichenbach, Gerold (* 1953), deutscher Politiker (SPD), MdL, MdB
- Reichenbach, Hans (1864–1937), deutscher Hygieniker
- Reichenbach, Hans (1891–1953), Physiker, Philosoph und LogikerHans Reichenbach (1891–1953)

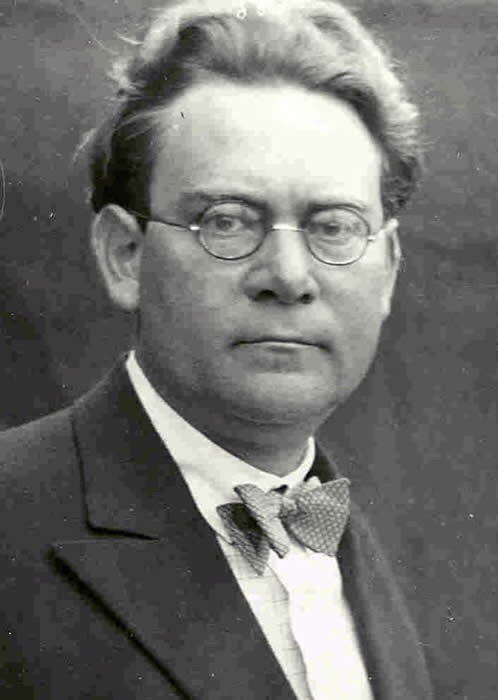
Hans Reichenbach (1891–1953)

- Reichenbach, Hans (1936–2018), deutscher Mikrobiologe und Naturstoffbiologe
- Reichenbach, Hans Peter Detlef (1795–1885), deutscher Mediziner und Autor
- Reichenbach, Heinrich Gustav (1824–1889), deutscher Botaniker
- Reichenbach, Herman (1898–1958), deutsch-amerikanischer Musikpädagoge
- Reichenbach, Horst (* 1945), deutscher Volkswirt und EU-Diplomat
- Reichenbach, Hugo von (1820–1887), deutscher Porträtmaler, Historienmaler, Landschaftsmaler, Genremaler und Tiermaler der Düsseldorfer Schule
- Reichenbach, Johann David von (1732–1807), schwedisch-pommerscher Chronist, Wissenschaftler
- Reichenbach, Johann Friedrich Jacob (1760–1839), deutscher Altphilologe und Pädagoge
- Reichenbach, Johann Georg Friedrich (1791–1873), Textilfabrikant in Urspring (Schelklingen), Inhaber einer Baumwollweberei
- Reichenbach, Karl von (1788–1869), deutscher Naturforscher, Chemiker
- Reichenbach, Karl-Heinz (* 1935), deutscher Künstleragent
- Reichenbach, Klaus (* 1945), deutscher Politiker (CDU), MdV, MdB
- Reichenbach, Kurt (1890–1945), deutscher Turner
- Reichenbach, Leopold Friedrich von (1745–1831), preußischer Landrat und Autor
- Reichenbach, Lisa (* 1993), deutsche Fußballspielerin
- Reichenbach, Ludwig (1793–1879), deutscher Naturwissenschaftler, Zoologe und Botaniker
- Reichenbach, Manuel (* 1976), Schweizer Koch
- Reichenbach, Marie Sophie von (1652–1718), deutsche Rittergutsbesitzerin, Schulstifterin und Pietistin
- Reichenbach, Mike (* 1962), deutscher SchauspielerMike Reichenbach (* 1962)

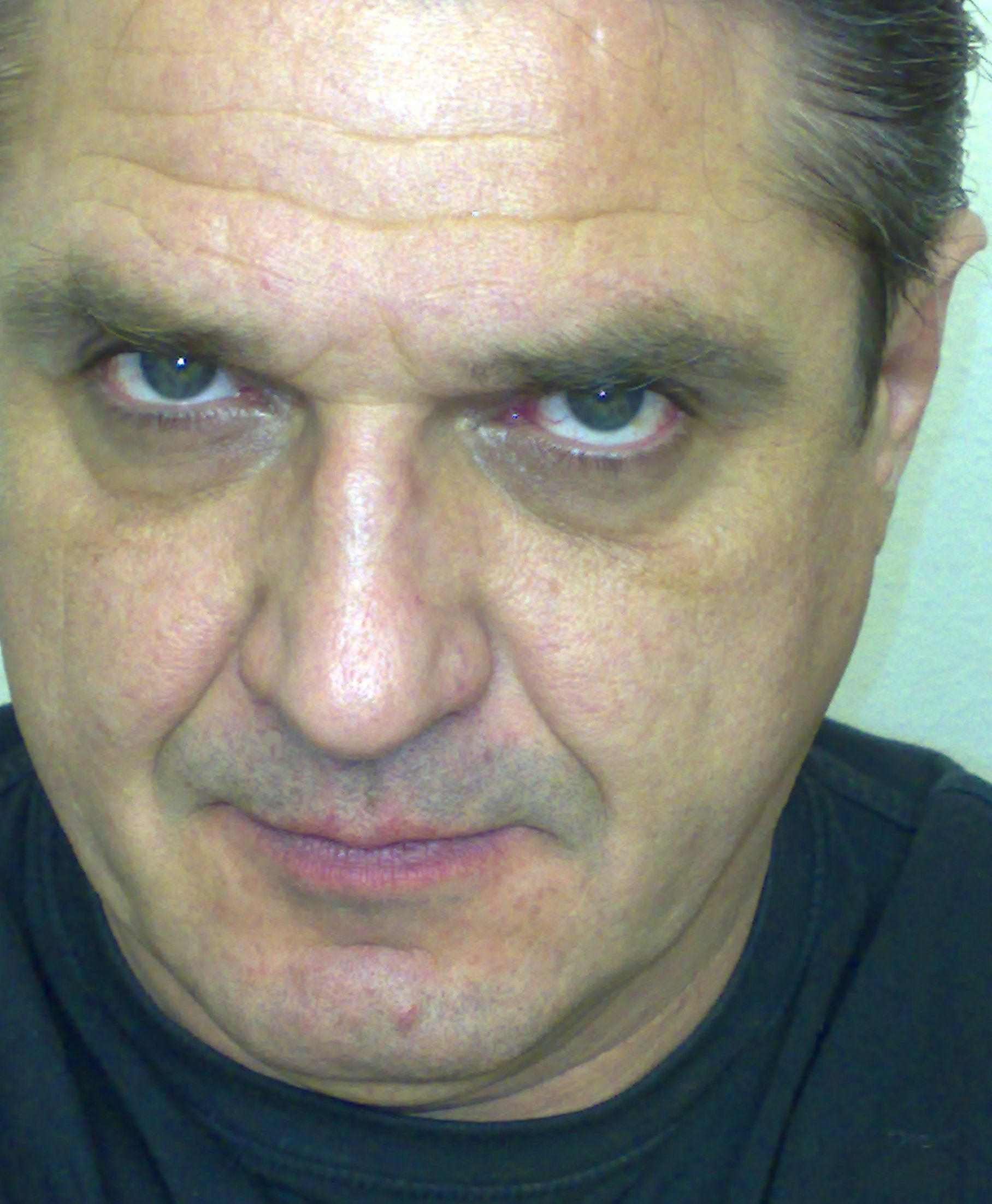
Mike Reichenbach (* 1962)

- Reichenbach, Nina (* 1999), deutsche Mountainbike-Trialfahrerin
- Reichenbach, Oskar von (1815–1893), deutscher Politiker und Schriftsteller
- Reichenbach, Oskar von (1848–1922), preußischer Generalleutnant
- Reichenbach, Peter (1928–1978), deutscher Jurist
- Reichenbach, Peter (* 1954), Schweizer Filmproduzent, Film-, Theater- und Opernregisseur
- Reichenbach, Philipp von (1783–1852), preußischer Generalleutnant
- Reichenbach, Ralf (1950–1998), deutscher Leichtathlet und Olympiateilnehmer
- Reichenbach, Renée (* 1956), deutsche Künstlerin und Keramikerin
- Reichenbach, Roland (* 1962), Schweizer Pädagoge und Hochschullehrer
- Reichenbach, Sami (* 1984), deutscher Schauspieler, Regisseur und Produzent
- Reichenbach, Sébastien (* 1989), Schweizer Radrennfahrer
- Reichenbach, Sigismund, deutscher Student, Hörer Luthers
- Reichenbach, Susann (* 1977), deutsche Reporterin, Fernsehautorin und -moderatorinSusann Reichenbach (* 1977)

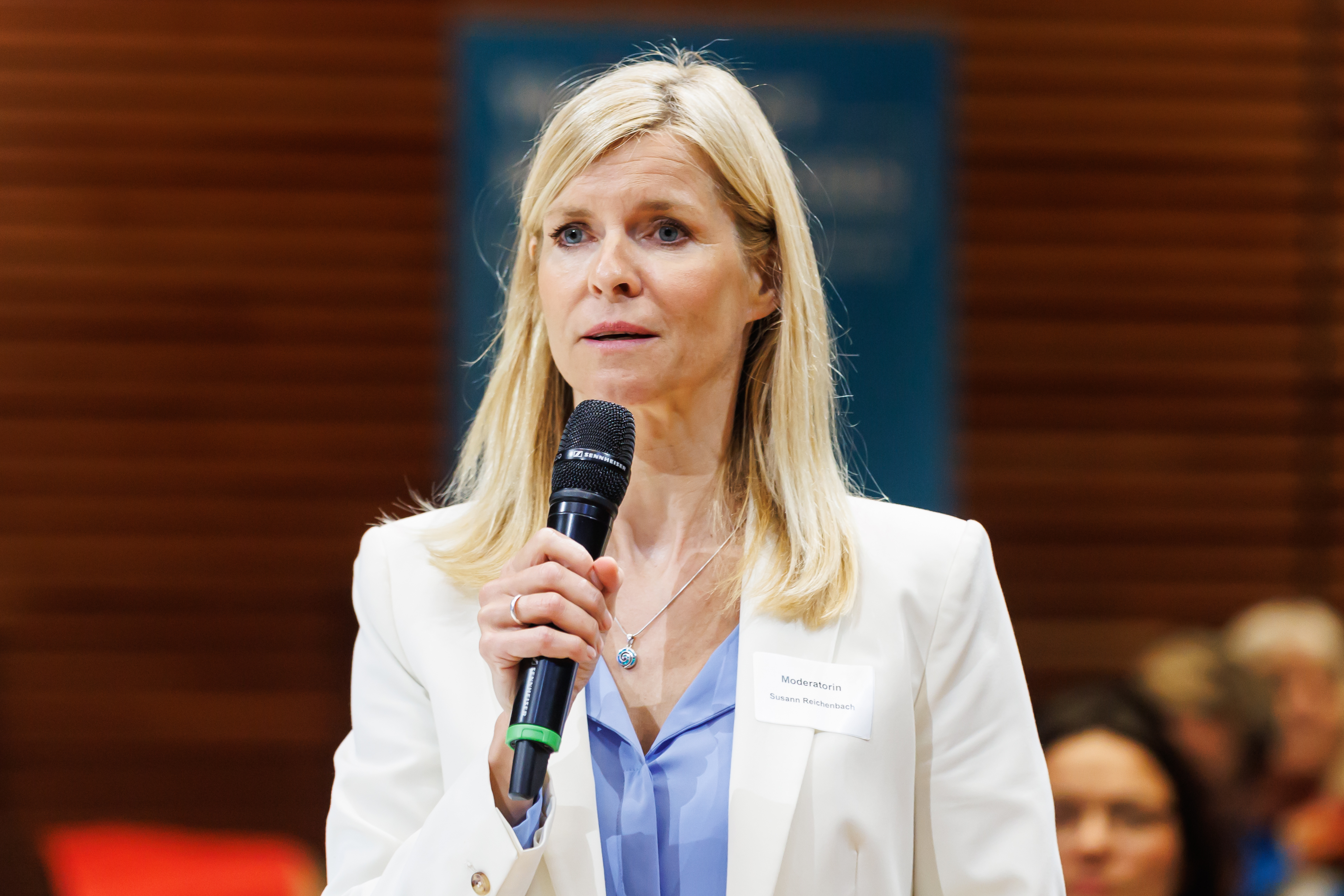
Susann Reichenbach (* 1977)

- Reichenbach, Werner (1936–2016), deutscher Schachspieler
- Reichenbach, Wilhelm Heinrich (1763–1843), herzoglich württembergischer Leib- und Regimentsmedikus
- Reichenbach, Wilhelm von (1818–1891), preußischer Generalmajor und Kommandant von Thorn
- Reichenbach, Woldemar von (1845–1914), deutscher Maler
- Reichenbach-Goschütz, Christoph von (1772–1845), preußischer Offizier und Oberstleutnant
- Reichenbach-Goschütz, Heinrich Leopold von (1768–1816), Generallandschaftspräsident von Schlesien
- Reichenbach-Goschütz, Heinrich von (1731–1790), Graf von Reichenbach-Goschütz, Freier Standesherr in Goschütz, Generalerbpostmeister von Schlesien
- Reichenbach-Goschütz, Heinrich von (1865–1946), deutscher Standesherr und Mitglied des Preußischen Herrenhauses
- Reichenbach-Lessonitz, Amélie von (1838–1912), deutsche Adlige
- Reichenbach-Lessonitz, Emilie von (1791–1843), Geliebte und spätere Ehefrau des Kurfürsten Wilhelm II. von Hessen-Kassel
- Reichenbacher, Bettina (* 1962), deutsche Paläontologin
- Reichenbächer, Ernst (1881–1944), deutscher Lehrer und theoretischer Physiker
- Reichenbacher, Franziska (* 1967), deutsche Journalistin und FernsehmoderatorinFranziska Reichenbacher (* 1967)

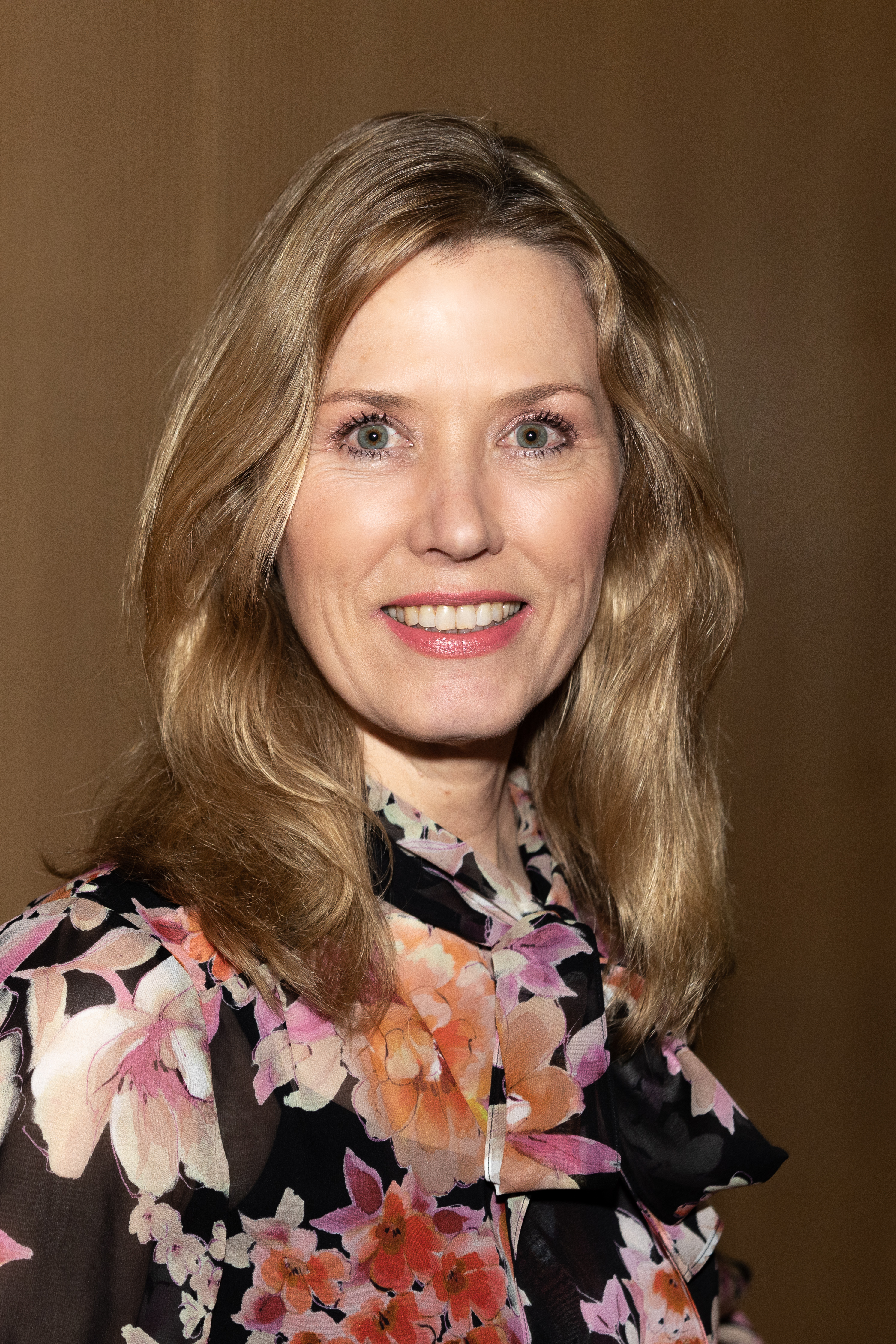
Franziska Reichenbacher (* 1967)

- Reichenbaum, Eduard (1934–1945), polnisches Kind, Opfer des Holocaust
- Reichenbecher, Carl (1852–1904), deutscher Baumeister, Architekt und Baurat in Weimar
- Reichenbecher, Udo (* 1943), deutscher Maschinenschlosser und Politiker (SPD), MdL Rheinland-Pfalz und Staatssekretär
- Reichenberg, Franz von (1855–1905), österreichischer Opernsänger in der Stimmlage Bass
- Reichenberger, Andreas (1770–1854), österreichischer katholischer Theologe
- Reichenberger, Arnold G. (1903–1977), deutscher Romanist und Hochschullehrer in den Vereinigten Staaten
- Reichenberger, Emmanuel (1888–1966), deutscher römisch-katholischer Priester und sudetendeutscher Publizist
- Reichenberger, Hugo (1873–1938), deutsch-österreichischer Dirigent und Komponist
- Reichenberger, Kurt (1922–2008), deutscher Romanist und Hispanist
- Reichenberger, Max (* 1948), deutscher Fußballspieler
- Reichenberger, Maximilian (1613–1673), böhmischer Jesuit
- Reichenberger, Peter (1945–2004), deutscher Maler
- Reichenberger, Rudolf (1919–1993), deutscher Oberleutnant der Wehrmacht und Generalleutnant der Bundeswehr
- Reichenberger, Stephan (* 1957), deutscher Regisseur und Drehbuchautor
- Reichenberger, Thomas (* 1974), deutscher FußballspielerThomas Reichenberger (* 1974)

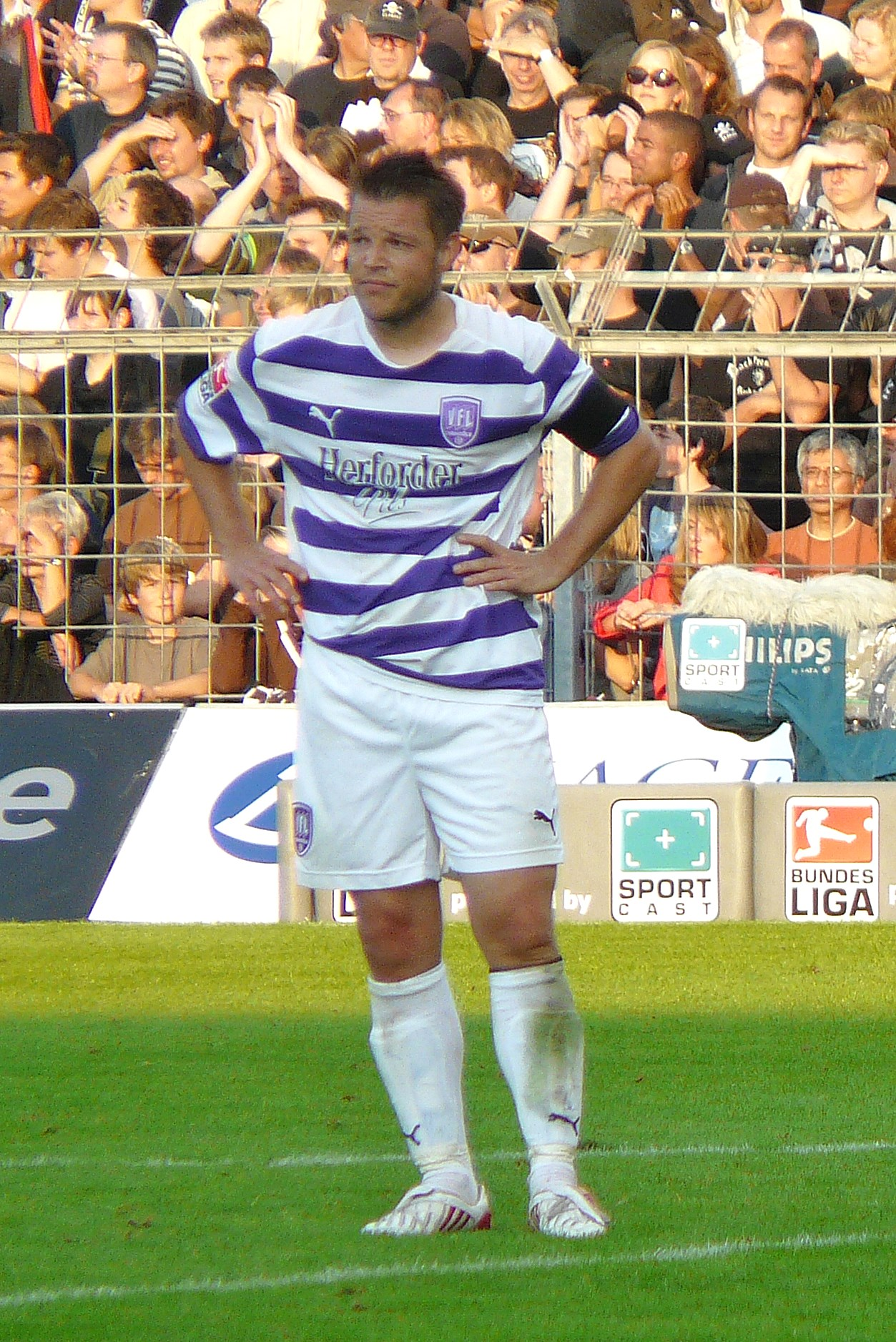
Thomas Reichenberger (* 1974)

- Reichenberger, Wolfgang (* 1953), österreichischer Private-Equity-Investor
- Reicheneder, Franz Seraph (1905–1976), deutscher Historiker und Heimatforscher
- Reichenfels, Benedikt Riccabona von (1807–1879), österreichischer Geistlicher
- Reichenfels, Gala von (* 1960), deutsche Malerin und Bildhauerin
- Reichenheim, Leonor (1814–1868), deutsch-jüdischer Unternehmer, Reichstagsabgeordneter
- Reichenkron, Günter (1907–1966), deutscher Romanist und Balkanologe
- Reichenmiller, Walter (1942–1999), deutscher Flottillenadmiral der Deutschen Marine
- Reichenow, Anton (1847–1941), deutscher Ornithologe
- Reichenow, Eduard (1883–1960), deutscher Protozoologe
- Reichensperger, August (1808–1895), deutscher Jurist und Politiker, MdR sowie Förderer des Kölner Doms
- Reichensperger, August (1878–1962), deutscher Zoologe sowie Hochschullehrer
- Reichensperger, Peter (1810–1892), deutscher Politiker (Zentrum), MdR
- Reichensperger, Richard (1961–2004), österreichischer Journalist und Literaturkritiker
- Reichenspurner, Hermann (* 1959), deutscher Mediziner und Hochschullehrer
- Reichenstein, Elsa von (* 1408), deutsche Äbtissin
- Reichenstein, Ferdinand Friedrich von (1723–1794), preußischer Generalmajor
- Reichenstein, Friedrich (1906–2017), israelischer Zeitungsverleger
- Reichenvater, Thomas (* 2004), österreichischer Fußballspieler
- Reichenwallner, Heike W. (* 1957), deutsche Schauspielerin

##### Reicher
- Reicher, Christa (* 1960), deutsche Stadtplanerin
- Reicher, Dan W. (* 1956), US-amerikanischer Umweltexperte
- Reicher, Dieter (* 1971), österreichischer Soziologe
- Reicher, Emanuel (1849–1924), österreichisch-deutscher Schauspieler und Regisseur
- Reicher, Ernst (1885–1936), deutscher Schauspieler
- Reicher, Ernst (1908–1985), österreichischer Karambolagespieler und Weltmeister
- Reicher, Frank (1875–1965), deutsch-amerikanischer Schauspieler und RegisseurFrank Reicher (1875–1965)

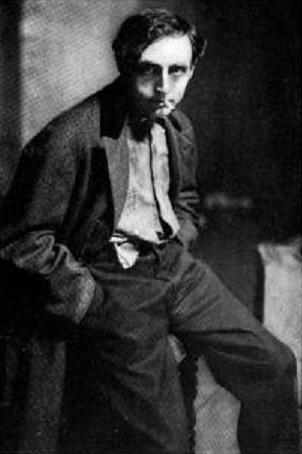
Frank Reicher (1875–1965)

- Reicher, Hans (1895–1963), deutsch-niederländischer Bildhauer
- Reicher, Harry (1948–2014), australisch-US-amerikanischer Rechtswissenschaftler, Präsident der Agudath Israel Weltorganisation
- Reicher, Hedwiga (1884–1971), deutschstämmige Schauspielerin
- Reicher, Heinrich (1854–1910), österreichischer Politiker
- Reicher, Louis Joseph (1890–1984), US-amerikanischer Geistlicher, Bischof von Austin
- Reicher, Walter (* 1958), österreichischer Kulturmanager und Festivalintendant
- Reicher-Kindermann, Hedwig (1853–1883), deutsche Opernsängerin (Sopran)
- Reicherd, Dmitri (* 1989), kasachischer Freestyle-Skier
- Reicherdt, Curt (1908–1988), deutscher Fußballspieler
- Reichermann, Wilhelm (1845–1920), ostpreußischer Mundartdichter
- Reichermeier, Kurt (* 1987), deutscher Eishockeyspieler
- Reichers, Lou († 1962), US-amerikanischer Pilot
- Reichert, Achim (* 1941), deutscher Politiker (STATT Partei), MdHB
- Reichert, Albert Friedrich (1860–1910), deutscher Verwaltungsbeamter
- Reichert, Alexander (1859–1939), deutscher Zoologe
- Reichert, Anne (1935–2022), deutsche Experimentalarchäologin und Archäotechnikerin
- Reichert, Arno Julius (1866–1933), deutscher Bibliothekar, Sänger und Komponist
- Reichert, Benjamin (* 1983), deutscher Fußballspieler
- Reichert, Bernd (* 1941), deutscher Politiker (CDU)
- Reichert, Brigitte (* 1946), deutsche Eisschnellläuferin
- Reichert, Carl (1836–1918), österreichischer Maler
- Reichert, Carl-Ludwig (1946–2023), deutscher Musiker, Radiomoderator und Schriftsteller
- Reichert, Christian (* 1971), deutscher Gitarrist
- Reichert, Christian (* 1985), deutscher Langstreckenschwimmer
- Reichert, Christof (* 1967), deutscher Politiker (CDU)
- Reichert, Christoph (1808–1883), Landtagsabgeordneter Großherzogtum Hessen
- Reichert, Clemens Theodor (1829–1893), deutscher Verwaltungsjurist und Kommunalpolitiker, Oberbürgermeister von Görlitz und Mitglied des Preußischen Herrenhauses
- Reichert, Craig (* 1974), kanadischer Eishockeyspieler
- Reichert, Daniela (* 1987), deutsche Schauspielerin
- Reichert, Dave (* 1950), US-amerikanischer PolitikerDave Reichert (* 1950)

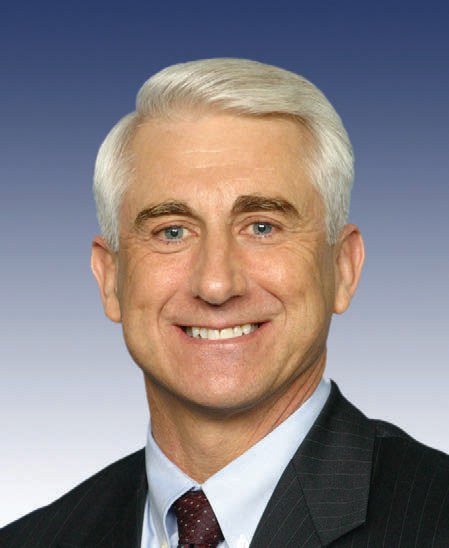
Dave Reichert (* 1950)

- Reichert, Eberhard (* 1942), deutscher Jurist und Kommunalpolitiker
- Reichert, Elias (* 1992), Schweizer Schauspieler
- Reichert, Erich (* 1949), deutscher Politiker (CDU), MdL
- Reichert, Erwin (1948–2013), deutscher Politiker (SPD)
- Reichert, Eva-Maria (* 1982), deutsche Schauspielerin
- Reichert, Florian (* 1982), deutscher Ultraläufer
- Reichert, Folker (* 1949), deutscher Historiker
- Reichert, Franz (1863–1941), deutscher Landwirt und Politiker (SPD), Landtagsabgeordneter im Landtag von Anhalt
- Reichert, Franz (1908–1998), österreichischer Schauspieler, Regisseur und Intendant
- Reichert, Franz-Josef (1934–2012), deutscher Kunsthistoriker und Journalist
- Reichert, Franz-Rudolf (1930–1988), deutscher Priester und Bibliothekar
- Reichert, Friedrich (1824–1907), deutscher Ökonom und Politiker
- Reichert, Fritz (1925–2011), deutscher Sportwissenschaftler, Hochschullehrer
- Reichert, Georg (1910–1966), deutscher Musikwissenschaftler
- Reichert, Georg (1919–1997), fränkischer Mundartdichter
- Reichert, Gerrit (* 1965), deutscher Journalist
- Reichert, Gert-Peter (1955–2001), deutscher Maler und Grafiker
- Reichert, Günter (* 1941), deutscher Historiker und Politologe
- Reichert, Hans Ulrich (1921–2018), deutscher Journalist und Privatgelehrter
- Reichert, Hans-Joachim (1941–2010), deutscher Bankmanager
- Reichert, Hans-Joachim von (1903–1991), deutscher Diplomat
- Reichert, Harald (* 1963), deutscher Physiker
- Reichert, Heinrich (1949–2019), Schweizer Neurobiologe und Professor am Biozentrum der Universität Basel, Schweiz
- Reichert, Heinz (1877–1940), österreichischer Librettist
- Reichert, Hermann (* 1944), österreichischer Germanist
- Reichert, Ingrid (* 1950), deutsche Politikerin (SPD), MdBB
- Reichert, Jakob Wilhelm (1885–1948), deutscher Politiker (DNVP), MdR
- Reichert, Jan (* 2001), deutscher Fußballtorhüter
- Reichert, Jeff (* 1978), US-amerikanischer Filmregisseur, -produzent und Kameramann
- Reichert, Johann Friedrich († 1797), sachsen-weimarischer Hofgärtner
- Reichert, Johann Georg (1750–1826), Berliner Bankdirektor
- Reichert, Johanna (* 2001), österreichische Handballspielerin
- Reichert, Johannes (1876–1942), deutscher Dirigent und Musikdirektor
- Reichert, Johannes (* 1991), deutscher Fußballspieler
- Reichert, Josef (1891–1970), deutscher Generalleutnant im Zweiten Weltkrieg
- Reichert, Josef (1901–1973), deutscher Musiklehrer, Chorleiter und Rundfunkjournalist
- Reichert, Josef Max (* 1865), Senatspräsident beim Reichsgericht
- Reichert, Josua (1937–2020), deutscher Drucker, Typograf, Grafiker und Autor
- Reichert, Julia (1946–2022), US-amerikanische Filmproduzentin und -regisseurin
- Reichert, Julius von (1873–1958), deutscher Offizier
- Reichert, Karl (1883–1953), österreichischer Optiker
- Reichert, Karl Bogislaus (1811–1883), deutscher Anatom
- Reichert, Karlheinz Max (1937–2022), deutscher Flottillenadmiral
- Reichert, Katja (* 1971), Schweizer Sängerin, Schauspielerin, Gesangspädagogin und bildende KünstlerinKatja Reichert (* 1971)

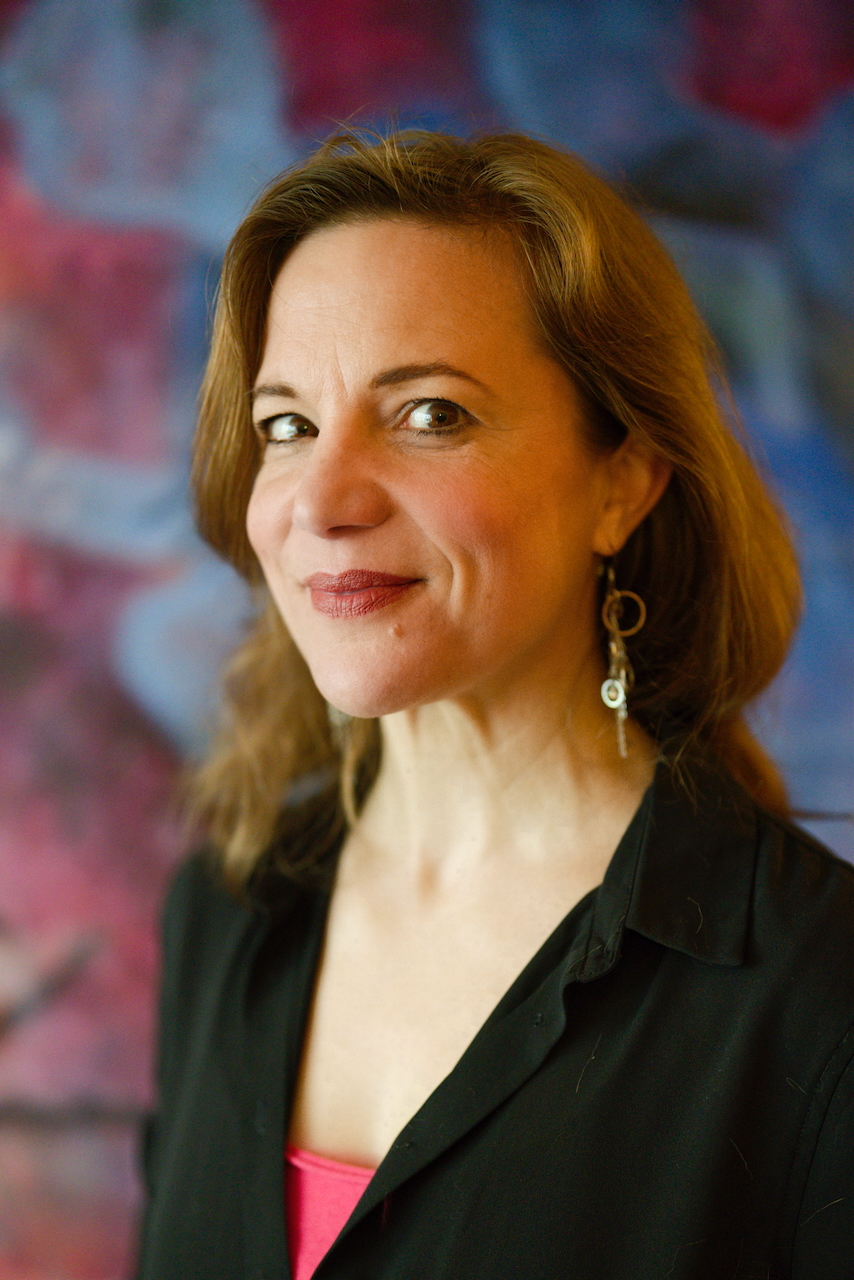
Katja Reichert (* 1971)

- Reichert, Klaus (* 1938), deutscher Anglist, Übersetzer, Lyriker und Essayist
- Reichert, Klaus (* 1947), deutscher Florettfechter und Olympiasieger
- Reichert, Klaus (1948–2005), deutscher Neurologe
- Reichert, Klaus (* 1963), deutscher Schriftsteller, Journalist und Künstler
- Reichert, Kolja (* 1982), deutscher Kunstkritiker, Autor und Kurator
- Reichert, Konrad (1930–2015), deutscher Elektroingenieur und Hochschullehrer
- Reichert, Kurt (1906–1976), deutscher Fotograf
- Reichert, Ludwig (1840–1909), deutscher Landwirt und Politiker (Zentrum), MdR
- Reichert, Ludwig (1894–1957), deutscher Jurist und Politiker (Zentrum, später CDU)
- Reichert, Lutz (* 1951), deutscher Schauspieler
- Reichert, Lutz (* 1966), deutscher Politiker (CDU), Bezirksstadtrat im Bezirk Neukölln
- Reichert, Manfred (1940–2010), deutscher Fußballspieler
- Reichert, Marc (* 1980), Schweizer Eishockeyspieler
- Reichert, Marie (* 2001), deutsche BasketballspielerinMarie Reichert (* 2001)

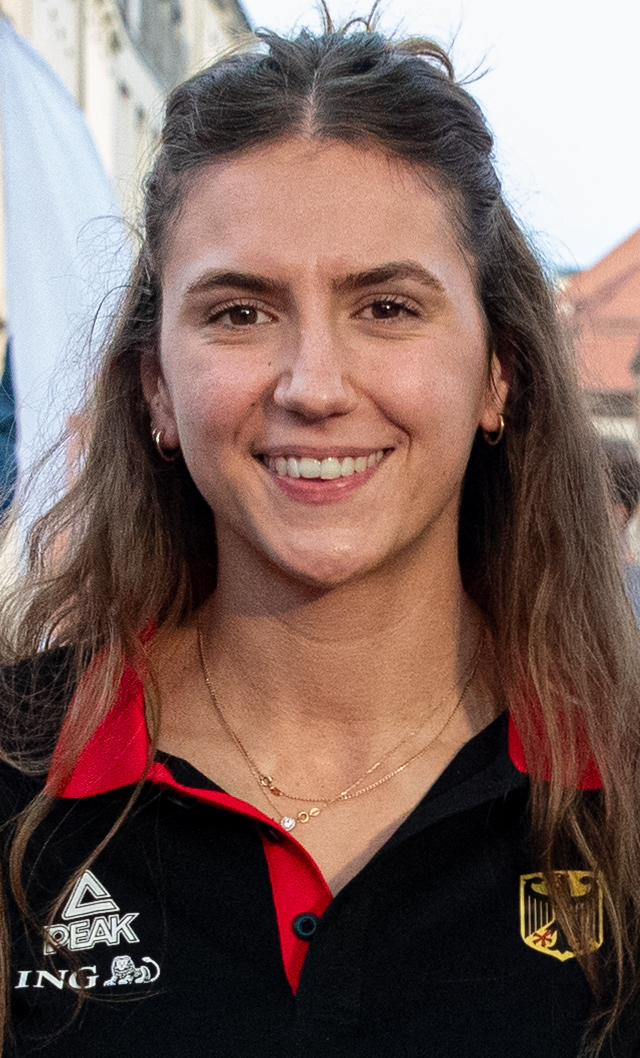
Marie Reichert (* 2001)

- Reichert, Martin (1973–2023), deutscher Journalist und Buchautor
- Reichert, Maximilian Wilhelm (1830–1900), deutscher Kaufmann, Hotelier und Politiker (Zentrum), MdR
- Reichert, Melanie (* 1987), deutsche Schauspielerin
- Reichert, Minna (1869–1946), deutsche Politikerin (SPD, USPD, KPD)
- Reichert, Moritz (* 1995), deutscher Volleyball- und Beachvolleyballspieler
- Reichert, Nadine (* 1984), deutsche Langstreckenschwimmerin
- Reichert, Ossi (1925–2006), deutsche Skirennläuferin
- Reichert, Paul (1902–1978), deutscher Politiker (DDP, CDU) und Landtagsabgeordneter
- Reichert, Peter (* 1961), deutscher Fußballspieler
- Reichert, Ramón (* 1966), österreichischer Kultur- und Medientheoretiker
- Reichert, Robert (* 1967), deutscher Fußballspieler
- Reichert, Robert (* 1994), deutscher Schauspieler
- Reichert, Rudi (1922–1999), deutscher Politiker (SED), MdV, Präsident des DTSB der DDR
- Reichert, Rüdiger von (1917–2007), deutscher Militär, Generalleutnant der Bundeswehr und stellvertretender Generalinspekteur
- Reichert, Rudolf (1893–1967), deutscher Generalmajor im Zweiten Weltkrieg
- Reichert, Stephen (* 1943), US-amerikanischer Ordensgeistlicher, emeritierter römisch-katholischer Erzbischof von Madang
- Reichert, Tanja (* 1980), kanadische Schauspielerin
- Reichert, Thomas (* 1948), deutscher Theaterregisseur
- Reichert, Tim (* 1979), deutscher FußballspielerTim Reichert (* 1979)

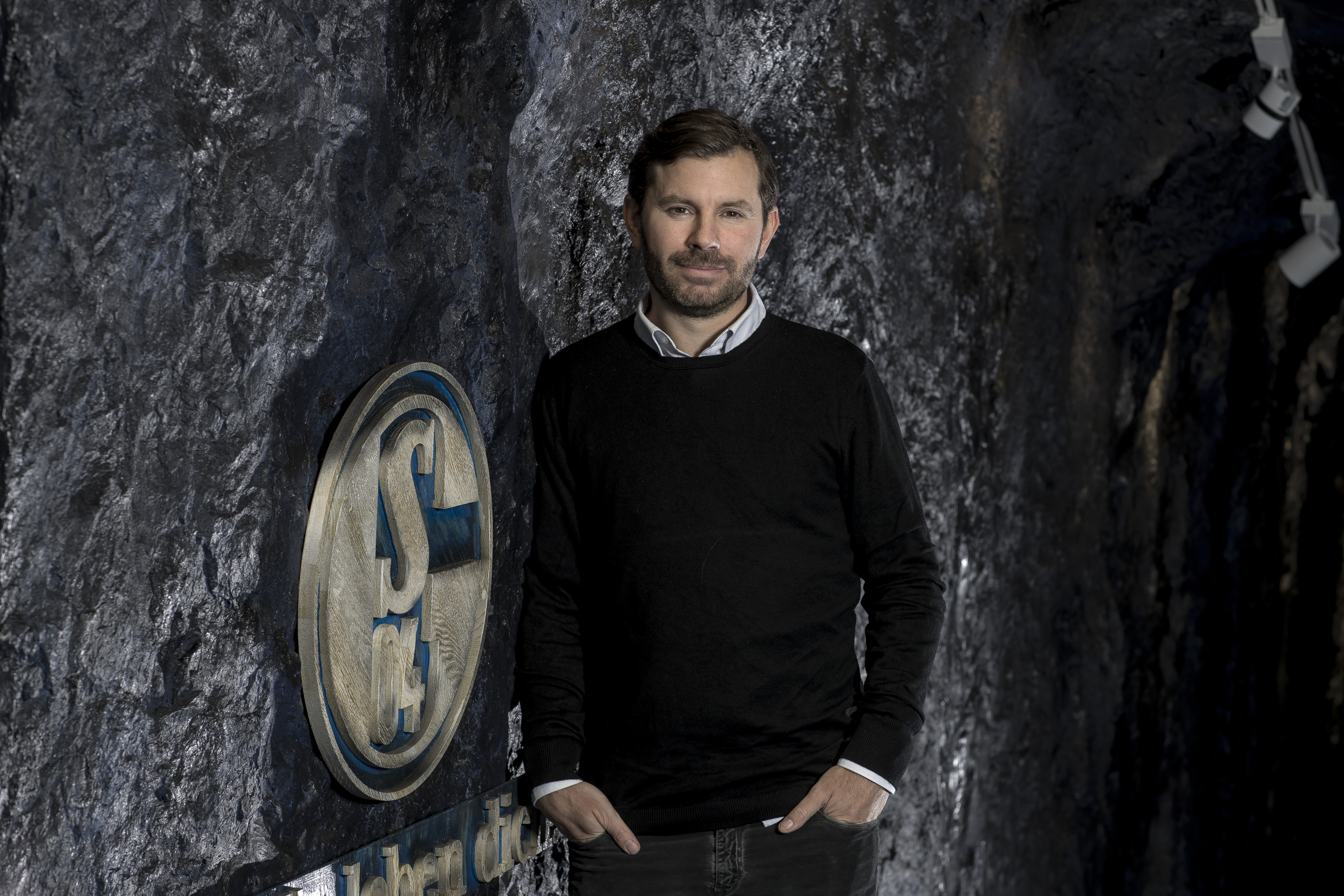
Tim Reichert (* 1979)

- Reichert, Uwe (* 1955), deutscher Wissenschaftsjournalist
- Reichert, Walter (* 1884), deutscher Pädagoge und Politiker (CDU), MdBB
- Reichert, Walter (1933–1999), deutscher Motorradrennfahrer
- Reichert, Wilhelm (* 1896), deutscher Ruderer
- Reichert, Wilhelm (1926–1982), deutscher Maler und Kunstlehrer
- Reichert, Wilhelm (1928–2012), deutscher Gewerkschafter und Politiker (SPD), MdL
- Reichert, Willy (1896–1973), deutscher Komiker und SchauspielerWilly Reichert (1896–1973)
- Reichert, Willy (* 1937), deutscher Maler

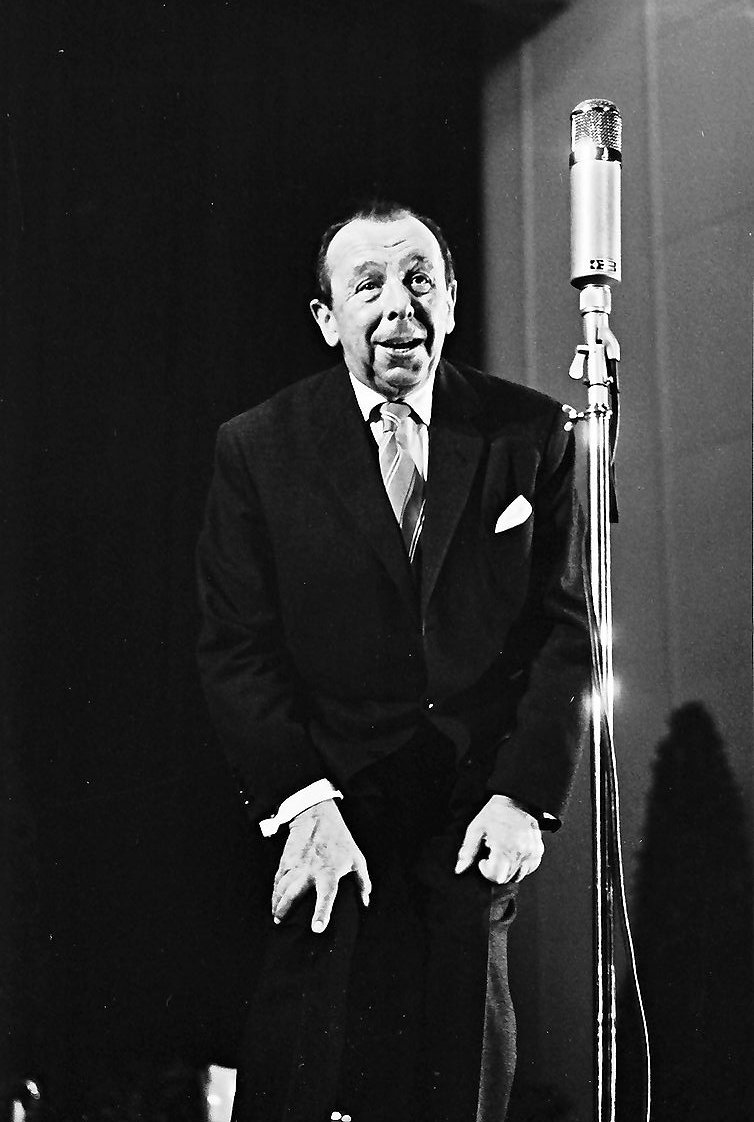
Willy Reichert (1896–1973)

- Reichert, Willy Richard (1924–1982), deutscher Schriftsteller und Verleger
- Reichert, Ziriak (1870–1937), russlanddeutscher römisch-katholischer Geistlicher und Märtyrer
- Reichert-Facilides, Fritz (1929–2003), deutscher Rechtswissenschaftler und Hochschullehrer
- Reichert-Frisch, Karin (* 1941), deutsche Leichtathletin
- Reichert-Maja, Erika (* 1939), deutsche Grundschulrektorin und Autorin
- Reichert-Wald, Orli (1914–1962), deutsche Widerstandskämpferin gegen den Nationalsozialismus
- Reicherts, Bernhard (1933–2014), deutscher Toningenieur und Studiomanager
- Reicherts, Martine (* 1957), luxemburgische Politikerin und EU-Beamtin
- Reicherts, Michael (* 1950), deutscher Psychologe
- Reicherts-Born, Irene (1924–1986), deutsche Malerin
- Reichertz, Jo (* 1949), deutscher Soziologe
- Reichertz, Peter L. (1930–1987), deutscher Mediziner, Medizininformatiker und Hochschullehrer

##### Reiches
- Reichesberg, Naum (1867–1928), russischer Wirtschaftswissenschaftler und Sozialwissenschaftler

##### Reichet
- Reichetzer, Franz (* 1770), Bergrat während des österreichischen Kaisertums

#### Reichh
- Reichhard, Waldemar (1915–1988), deutscher Opernsänger und Wiesbadener Stadtoriginal
- Reichhardt, Andreas (* 1968), österreichischer Beamter und Politiker
- Reichhardt, Gerhard (1925–1969), deutscher Politiker (SPD), MdB
- Reichhardt, Hans Joachim (1925–2012), deutscher Historiker
- Reichhardt, Irmgard (1935–1994), deutsche Landwirtin und Politikerin (CDU), MdL, hessische Staatsministerin
- Reichhardt, Peter (* 1967), dänischer Schauspieler
- Reichhardt, Poul (1913–1985), dänischer Schauspieler und Opernsänger (Tenor)
- Reichhardt, Roberta (* 1996), dänische Schauspielerin
- Reichhart, Franz Xaver (1851–1934), bayerischer beamteter Scharfrichter
- Reichhart, Hans (* 1982), deutscher Politiker (CSU), MdLHans Reichhart (* 1982)

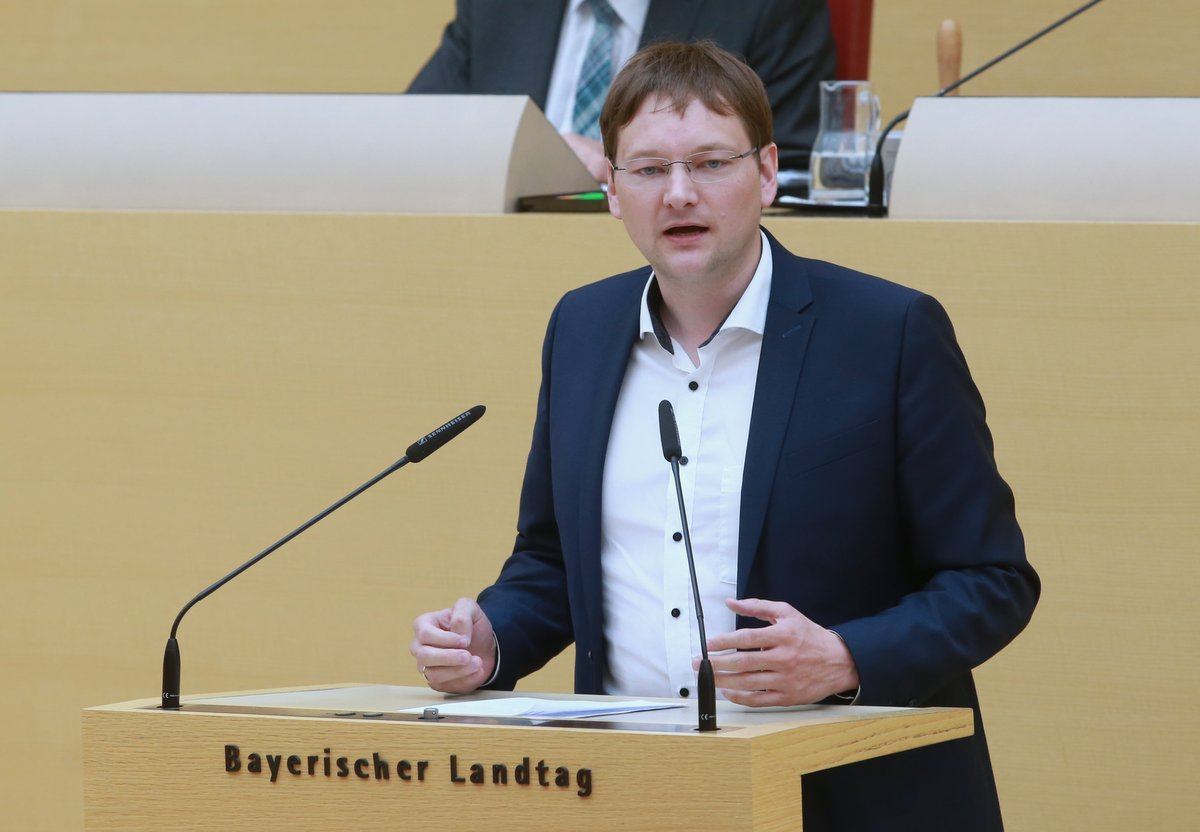
Hans Reichhart (* 1982)

- Reichhart, Johann (1893–1972), deutscher Scharfrichter
- Reichhart, Markus (* 1966), deutscher Politiker (Freie Wähler), MdL
- Reichheld, Fred (* 1952), US-amerikanischer Wirtschaftsautor und Wirtschaftsstratege
- Reichhelm, Carl Friedrich (1748–1825), deutscher evangelischer Geistlicher
- Reichhelm, Reinhard (* 1937), deutscher Brigadegeneral des Heeres der Bundeswehr
- Reichhold, Anselm (1920–2002), deutscher Heimatforscher
- Reichhold, Jane (1937–2016), amerikanische Objektkünstlerin und Haiku-Poetin
- Reichhold, Ludwig (1911–1996), österreichischer Journalist und Historiker
- Reichhold, Mathias (* 1957), österreichischer Politiker (FPÖ), Abgeordneter zum Nationalrat
- Reichhold, Walter (1904–2001), deutscher Diplomat und Autor
- Reichhold, Werner (1925–2017), deutscher Bildhauer und Haiku-Poet
- Reichholf, Josef H. (* 1945), deutscher Zoologe, Evolutionsbiologe und Ökologe

#### Reichi
- Reichinnek, Heidi (* 1988), deutsche Politikerin (Die Linke)Heidi Reichinnek (* 1988)

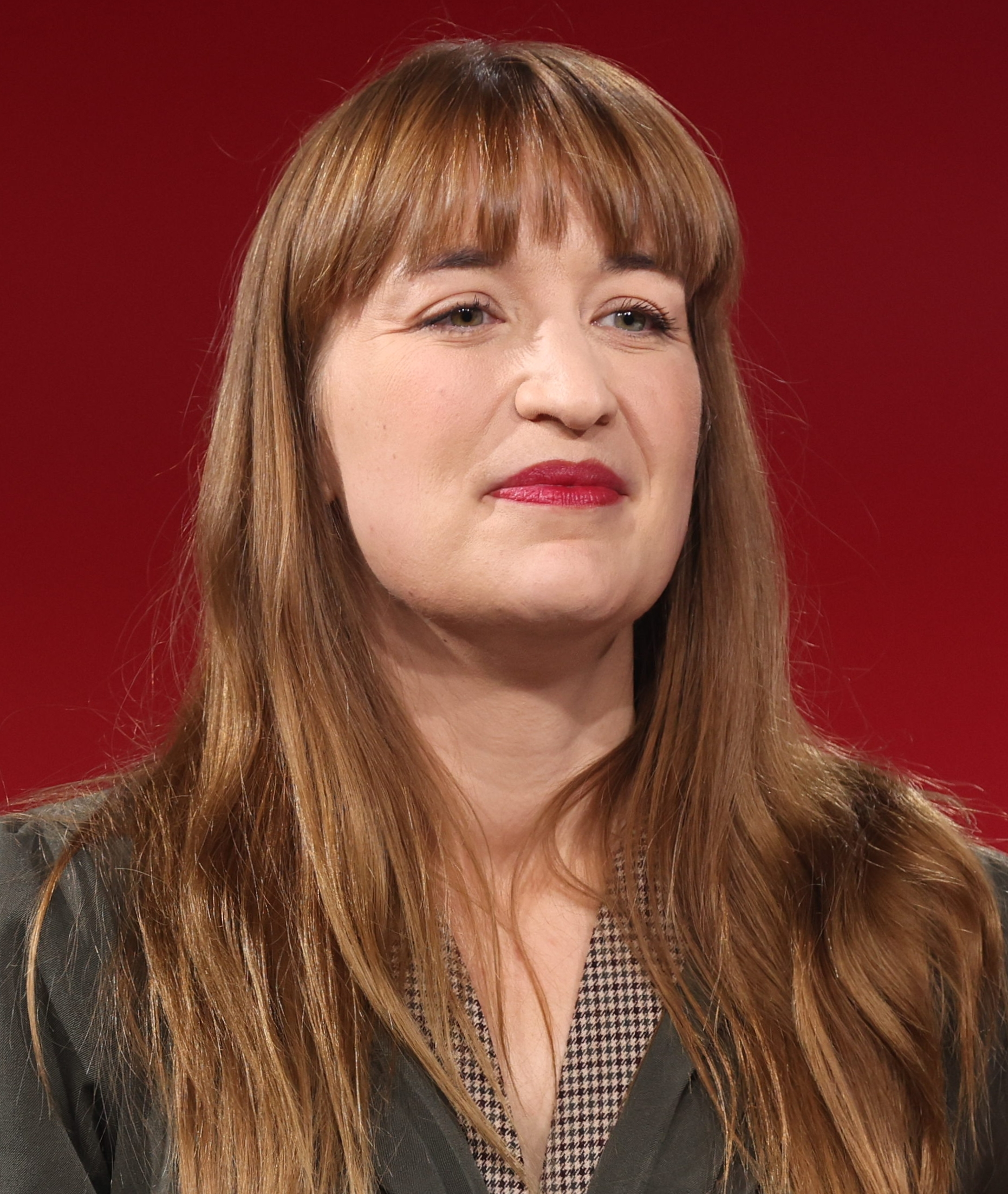
Heidi Reichinnek (* 1988)

- Reichinstein, David (1882–1955), russischer Naturwissenschaftler

#### Reichl
- Reichl, Alois (1950–2012), Liechtensteiner Naturbahnrodler
- Reichl, Dirk (1981–2005), deutscher Radrennfahrer
- Reichl, Ernst (1926–1996), österreichischer Chemiker, Informatiker und Schmetterlingskundler
- Reichl, Eugen (* 1954), deutscher Betriebswirt, Raumfahrtexperte, Sachbuchautor und Blogger
- Reichl, Eva (* 1970), österreichische Schriftstellerin und Künstlerin
- Reichl, Fritz (1890–1959), österreichisch-US-amerikanischer Architekt
- Reichl, Hans-Peter (* 1955), deutscher Paralympics-Teilnehmer (Segeln)
- Reichl, Herbert (* 1945), deutscher Ingenieurwissenschaftler und Hochschullehrer
- Reichl, Hermann (1937–2022), österreichischer Politiker (SPÖ), Landtagsabgeordneter
- Reichl, Jörg (* 1963), deutscher Politiker (Bürger für Rudolstadt)
- Reichl, Josef (1860–1924), österreichischer Dialektautor und Heimatdichter
- Reichl, Josef (1907–1986), deutscher Landwirt und Politiker (BP, CSU), MdL Bayern
- Reichl, Josef (1913–2003), österreichischer Politiker (SPÖ), Mitglied des Bundesrates
- Reichl, Karl (* 1943), deutscher Anglist, Mediävist und Hochschullehrer
- Reichl, Kurt (1899–1956), österreichischer Freimaurer und Antifreimaurer
- Reichl, Leopold (1713–1786), deutscher römisch-katholischer Ordenspriester und Abt der Zisterzienserabtei Stift Engelszell
- Reichl, Luis (* 1980), Liechtensteiner Naturbahnrodler
- Reichl, Peter (* 1967), deutscher Informatiker
- Reichl, Teresa (* 1996), deutsche Kabarettistin und AutorinTeresa Reichl (* 1996)

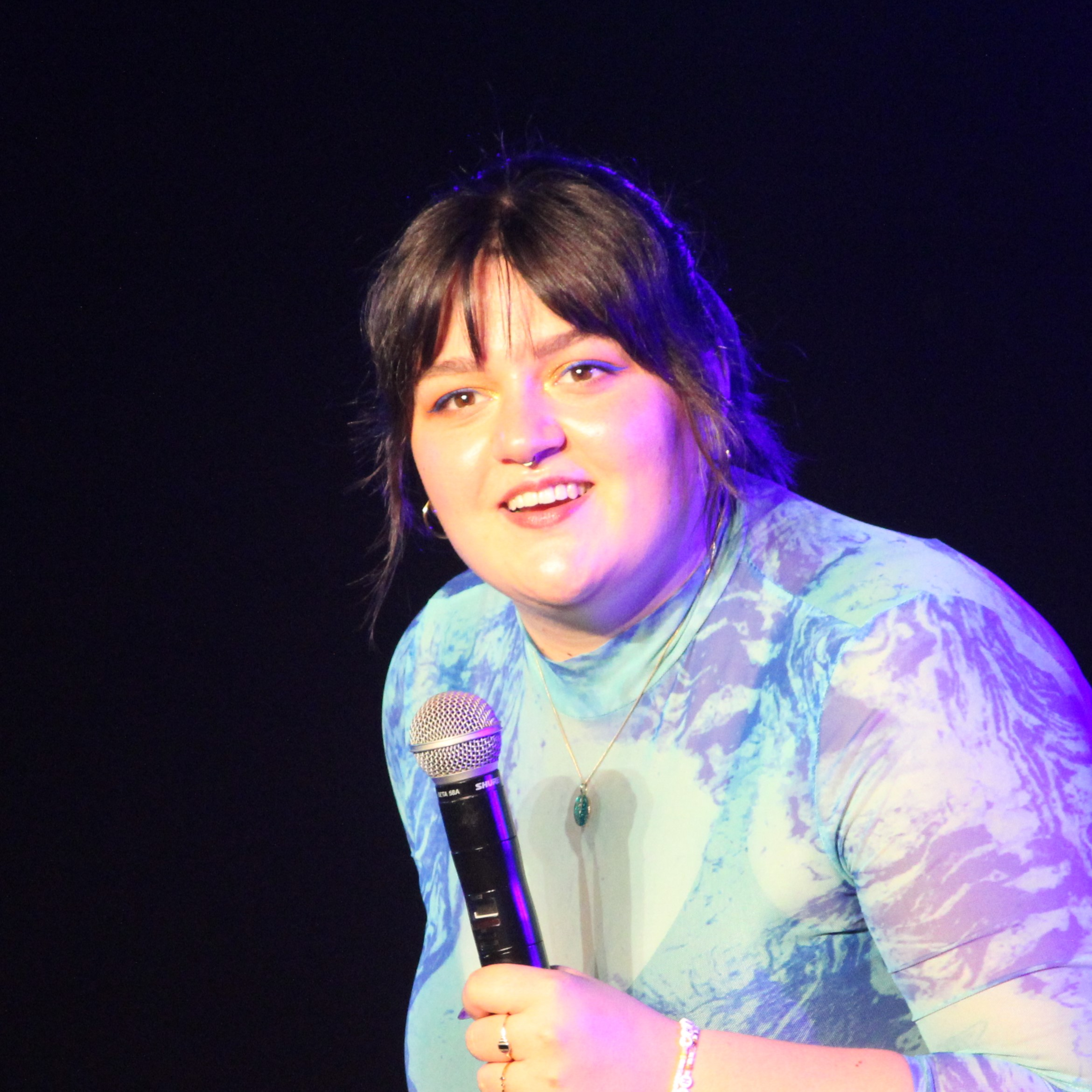
Teresa Reichl (* 1996)

- Reichl, Udo (* 1959), deutscher Verfahrenstechniker
- Reichl, Vít (* 1993), tschechischer Handballspieler
- Reichle, Andreas (1861–1921), deutscher Verwaltungsjurist und Politiker, Oberbürgermeister von Ravensburg
- Reichle, Ernst (1879–1948), württembergischer Landtagsabgeordneter
- Reichle, Franz (* 1949), Schweizer Filmemacher und Dozent
- Reichle, Hans († 1642), deutscher Bildhauer
- Reichle, Ingeborg (* 1970), deutsche Kunstwissenschaftlerin, Kulturwissenschaftlerin und Medienwissenschaftlerin und Hochschullehrerin
- Reichle, Liekit (* 2003), Schweizer Eishockeyspieler
- Reichle, Lukas (* 2000), österreichischer Basketballspieler
- Reichle, Paul (1900–1981), deutscher Maler
- Reichleitner, Franz (1906–1944), österreichischer Kriminalpolizist, SS-Führer und Täter des Holocaust
- Reichlen, Joseph (1846–1913), Schweizer Landschafts- und Porträtmaler
- Reichler, Claudia (* 1963), deutsche Fußballspielerin
- Reichlich, Marx († 1520), österreichischer Maler der Spätgotik
- Reichlin von Meldegg, Andreas († 1477), Arzt und Apotheker
- Reichlin von Meldegg, Anselm (1679–1747), deutscher Abt, Fürstabt im Fürststift Kempten
- Reichlin von Meldegg, Castolus (1743–1804), deutscher Abt, letzter Fürstabt des Fürststifts Kempten
- Reichlin von Meldegg, Joseph Ludwig Christoph (1804–1886), österreich-ungarischer Feldmarschallleutnant
- Reichlin, Andrea (* 1960), Schweizer Diplomatin
- Reichlin, Andreas (* 1968), Schweizer Künstler und Designer
- Reichlin, Bruno (* 1941), Schweizer Architekt
- Reichlin, Fee von (1912–2002), deutsche Schauspielerin, Operettensängerin und Synchronsprecherin
- Reichlin, Jörg (* 1949), Schweizer Schauspieler, Regisseur und Autor
- Reichlin, Linus (* 1957), Schweizer Schriftsteller, ehedem JournalistLinus Reichlin (* 1957)

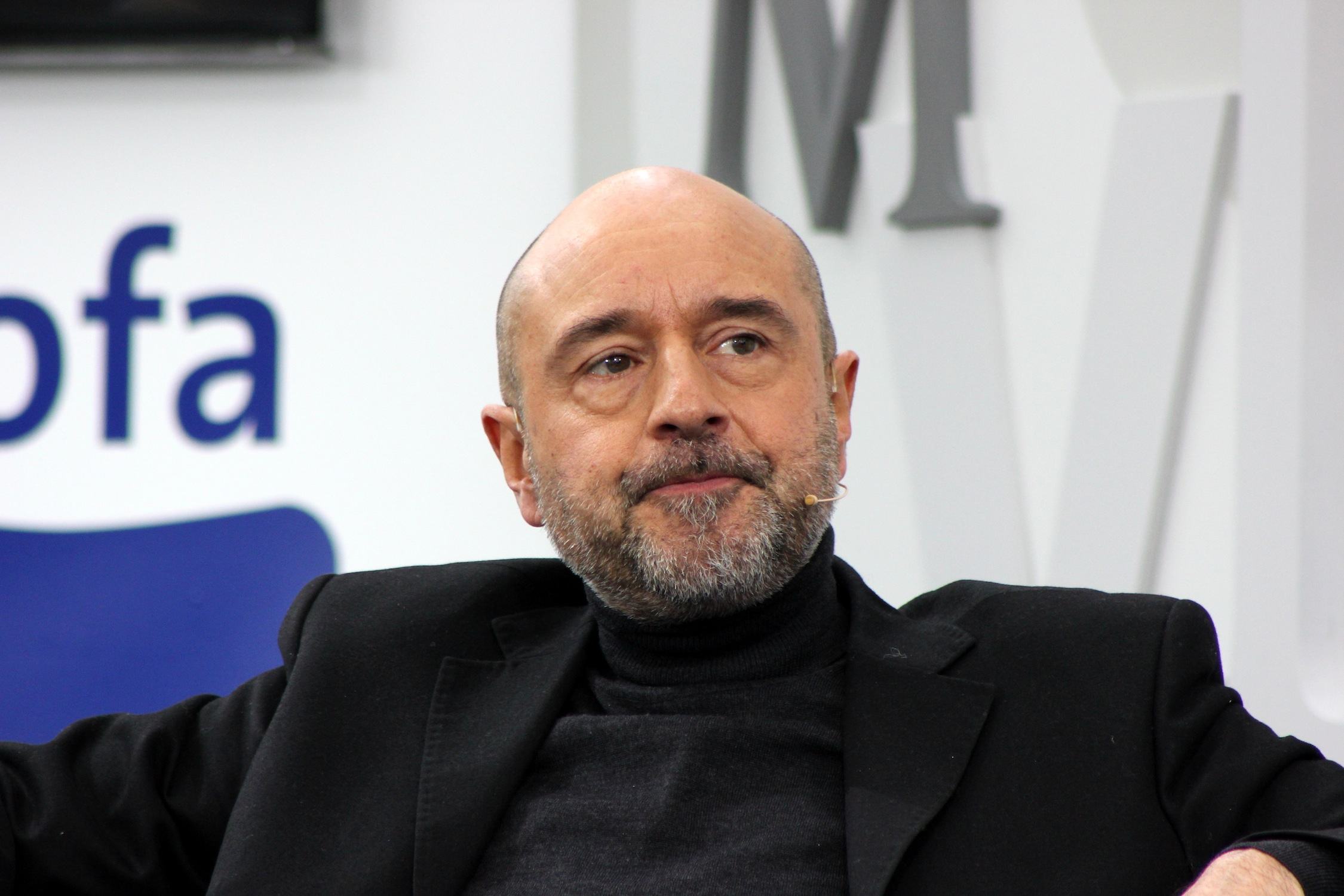
Linus Reichlin (* 1957)

- Reichlin, Lucrezia (* 1954), italienische Wirtschaftswissenschaftlerin und Hochschullehrerin
- Reichlin, Martin (* 1954), Schweizer Politiker
- Reichlin, Susanne (* 1976), Schweizer Germanistin
- Reichlin-Meldegg, Hermann von (1832–1914), deutscher Politiker (Zentrum), MdR
- Reichlin-Meldegg, Josef von (1806–1876), badischer Beamter
- Reichlin-Meldegg, Karl Alexander von (1801–1877), deutscher Philosoph, Theologe und Hochschullehrer
- Reichlin-Meldegg, Marquard von (1769–1845), bayerischer Generalmajor
- Reichlin-Meldegg, Theophil von (1846–1910), bayerischer General der Infanterie und Militärbevollmächtigter
- Reichling, Alfred (* 1931), deutscher Orgelforscher, Autor und Hochschullehrer
- Reichling, Helmut (* 1952), deutscher Hochschulprofessor, Oberbürgermeister von Zweibrücken (2004–2012)
- Reichling, Hermann (1890–1948), deutscher Museumsdirektor, Fotograf und Naturschützer
- Reichling, Léopold (1921–2009), luxemburgischer Botaniker und Entomologe
- Reichling, Lucius (1947–2012), deutscher Country-Musiker
- Reichling, Ludwig (1889–1964), deutscher Politiker (CDU), MdL
- Reichling, Norbert (1952–2024), deutscher Sozialwissenschaftler
- Reichling, Peter (* 1962), deutscher Wirtschaftsmathematiker und Hochschullehrer
- Reichling, Rudolf junior (1924–2014), Schweizer Politiker (SVP)
- Reichling, Rudolf senior (1890–1977), Schweizer Politiker (BGB)
- Reichling, Ursula (* 1942), deutsche Juristin
- Reichling, Walther (1894–1972), deutscher Augenarzt
- Reichlmayer, Erich, deutscher Fußballspieler

#### Reichm
- Reichman, Jelka (* 1939), slowenische Malerin und Illustratorin
- Reichman, Llewellyn (* 1993), deutsche Schauspielerin
- Reichman, O. James (* 1947), US-amerikanischer Mammaloge und Ökologe
- Reichman, Ronen (* 1960), israelischer Judaist und Publizist
- Reichman, Ted (* 1973), US-amerikanischer Jazzmusiker
- Reichmanis, Elsa (* 1953), US-amerikanische Chemikerin und Hochschullehrerin
- Reichmann de Salas, Silke (* 1966), deutsche Musikerin
- Reichmann von Hochkirchen, Augustin (1755–1828), österreichischer Adeliger und Beamter
- Reichmann, Annelise (1902–2000), deutsche Malerin und Grafikerin
- Reichmann, Artur (1902–1930), deutscher Marathonläufer
- Reichmann, Christoph (* 1950), deutscher Provinzialrömischer Archäologe und Prähistoriker
- Reichmann, Doris (1891–1973), deutsche Gymnastiklehrerin
- Reichmann, Eva (* 1962), österreichische Literaturwissenschaftlerin und Schriftstellerin
- Reichmann, Eva Gabriele (1897–1998), deutsch-jüdische Historikerin
- Reichmann, Felix (1899–1987), österreichisch-amerikanischer Bibliothekar, Kunsthistoriker, Buchhändler und Museumskurator
- Reichmann, Florian (* 1957), österreichischer Szenenbildner
- Reichmann, Georg (1910–1991), deutscher Fußballspieler
- Reichmann, Georg Friedrich (1793–1853), deutscher Porträtmaler
- Reichmann, Gisela (* 1897), österreichische Eiskunstläuferin
- Reichmann, Gottfried († 1643), Abt des Klosters Wedinghausen
- Reichmann, Hans (1878–1931), deutscher Volksschullehrer und Heimatforscher
- Reichmann, Hans (1910–1993), österreichischer Diplomat
- Reichmann, Helmut (1941–1992), deutscher Segelflieger und Produktdesigner
- Reichmann, Heymann, deutscher Rabbiner
- Reichmann, Jaak (1874–1945), estnischer Richter und Politiker
- Reichmann, Joachim (1923–1991), deutscher Chirurg und Hochschullehrer
- Reichmann, Judith, deutsche Zellbiologin
- Reichmann, Kurt (1940–2025), deutscher Drehleierbauer
- Reichmann, Lucia († 1630), Opfer der Hexenprozesse in Bad Laasphe
- Reichmann, Martin (1907–2000), deutscher Politiker (FDP), MdB
- Reichmann, Max (1884–1958), deutscher Filmregisseur
- Reichmann, Olaf (* 1964), deutscher Synchronsprecher
- Reichmann, Oskar (* 1937), deutscher Germanist und Linguist
- Reichmann, Rudolph (1821–1908), deutsch-amerikanischer Zeitungsverleger
- Reichmann, Stefan (* 1951), deutscher Bildhauer
- Reichmann, Theodor (1849–1903), deutscher Opernsänger (Bariton)
- Reichmann, Thomas (1938–2025), deutscher Wirtschaftswissenschaftler und Hochschullehrer
- Reichmann, Tobias (* 1988), deutscher HandballspielerTobias Reichmann (* 1988)

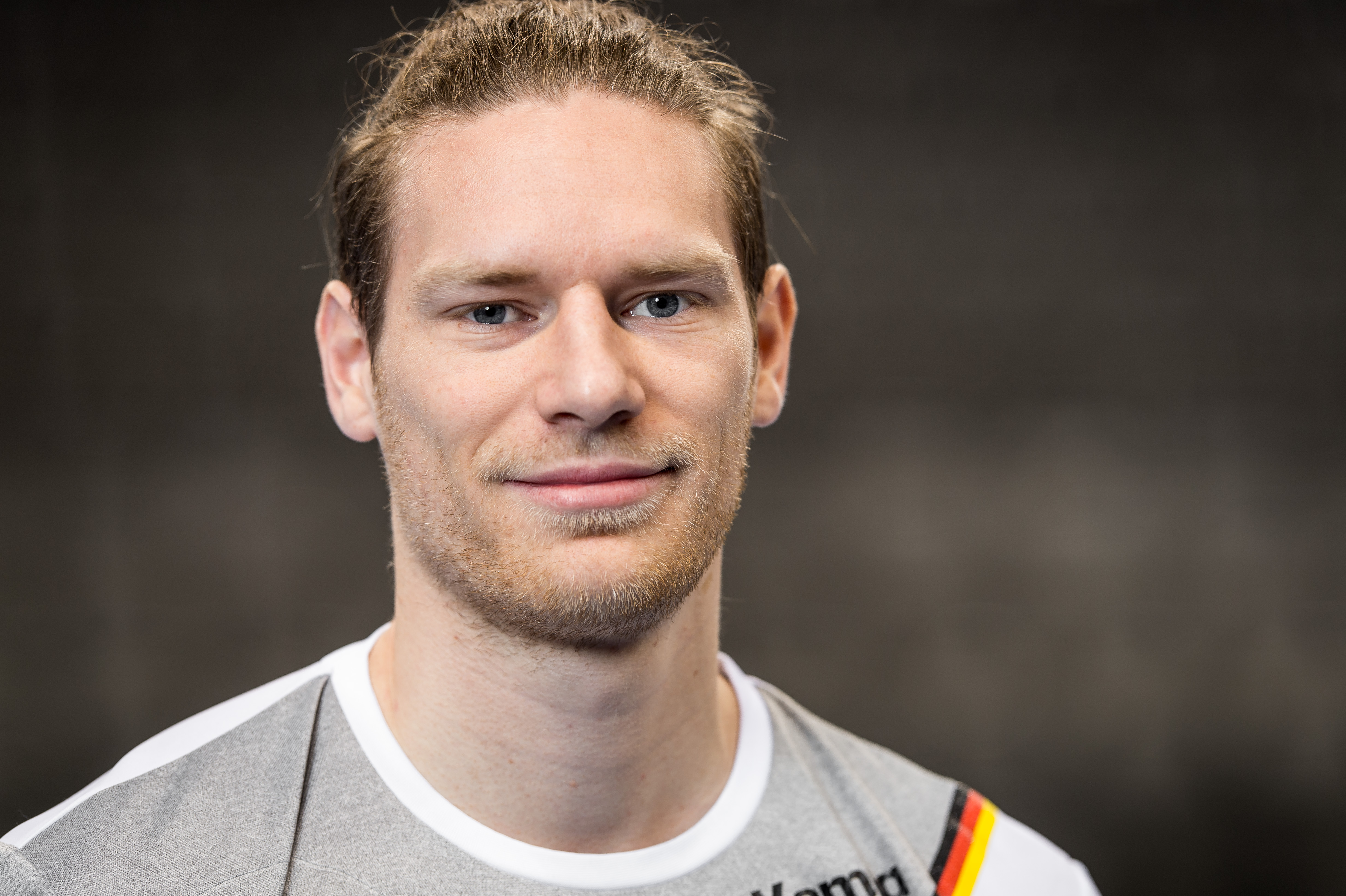
Tobias Reichmann (* 1988)

- Reichmann, Valentin (1891–1961), österreichischer Kaufmann und Politiker
- Reichmann, Viktor (1881–1956), deutscher Mediziner
- Reichmann, Wilhelm (1799–1870), Jurist und nassauischer Politiker
- Reichmann, Wilhelm (1920–2016), deutscher Chirurg und Hochschullehrer
- Reichmann, Wolfgang (1932–1991), deutscher Schauspieler
- Reichmann, Wolfgang (* 1947), deutscher Kabarettist, Hörfunksprecher und Basketballspieler
- Reichmann, Zilli (1924–2022), deutsche Sinteza und Überlebende des Holocaust
- Reichmayr, Johannes (* 1947), österreichischer Psychologe, Psychoanalytiker und Wissenschaftshistoriker
- Reichmeister, Carl-Dieter von (1910–2001), deutscher Reichsfilmdramaturg
- Reichmeister, Karl von (1810–1860), preußischer Verwaltungsbeamter und Parlamentarier
- Reichmeister, Uwe, deutscher Kinderdarsteller
- Reichmen, Bogdan Andrejewitsch (* 2002), russischer Fußballspieler
- Reichmuth, Alex (* 1968), Schweizer Journalist
- Reichmuth, Giuseppe (* 1944), Schweizer Maler und Künstler
- Reichmuth, Hermann (1856–1918), deutscher Landwirt, und Politiker, MdR
- Reichmuth, Konstantin (* 1997), österreichischer Schauspieler
- Reichmuth, Lena (* 1968), österreichische Schauspielerin
- Reichmuth, Nils (* 2002), Schweizer FussballspielerNils Reichmuth (* 2002)

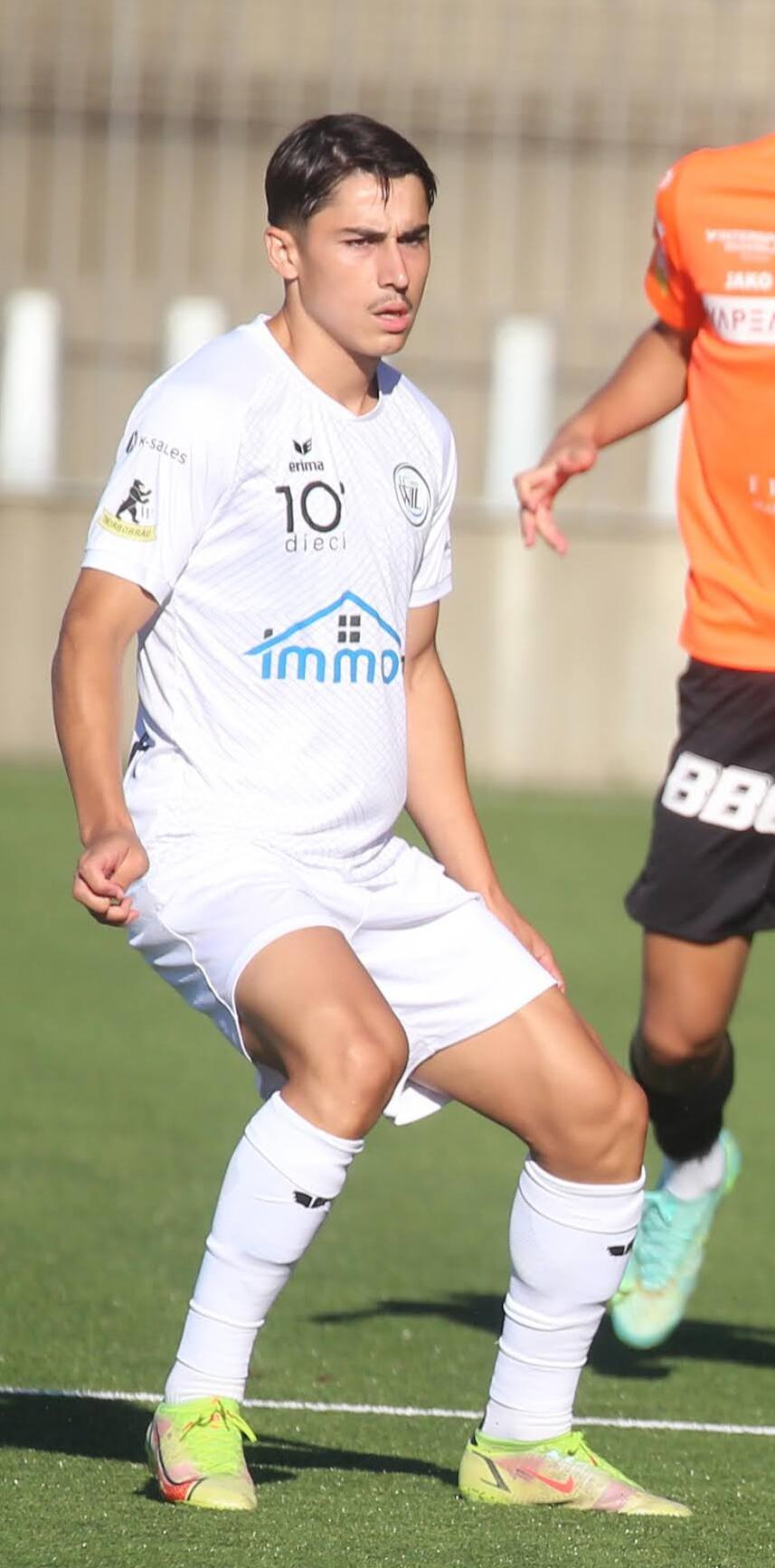
Nils Reichmuth (* 2002)

- Reichmuth, Othmar (* 1964), Schweizer Politiker
- Reichmuth, Pirmin (* 1995), Schweizer Schwinger
- Reichmuth, Stefan (* 1950), deutscher Islamwissenschaftler
- Reichmuth, Stefan (* 1994), Schweizer Ringer
- Reichmuth, Timothy (* 1998), Schweizer Handballspieler
- Reichmuth, Tobias (* 1978), Schweizer Unternehmer
- Reichmuth, Xaver (1931–2013), Schweizer Politiker (CVP)
- Reichmuth, Yvonne (* 1986), Schweizer Designerin

#### Reichn
- Reichner, Herbert (1899–1971), österreichischer Verleger und Antiquar

#### Reicho
- Reichold, Anne, deutsche Philosophin
- Reichold, Günther (* 1965), deutscher Fußballtorhüter und -trainer
- Reichold, Heinrich (1930–1979), deutscher Gewerkschafter und Politiker (CSU), MdB
- Reichold, Herman (* 1959), deutscher Künstler
- Reichold, Hermann (* 1955), deutscher Rechtswissenschaftler
- Reichold, Johann Edmund (1838–1902), deutscher Jurist und Politiker
- Reichold, Klaus (* 1963), deutscher Kulturhistoriker, Autor und Lektor
- Reichow, Hans Bernhard (1899–1974), deutscher Architekt
- Reichow, Jan (1940–2025), deutscher Geiger und Musikredakteur
- Reichow, Lars (* 1964), deutscher Musikkabarettist
- Reichow, Otto (1904–2000), deutsch-amerikanischer Schauspieler in Hollywoodfilmen

#### Reichp
- Reichpietsch, Max (1894–1917), deutscher Soldat und 1917 einer der Organisatoren der Antikriegsbewegung in der Kaiserlichen Marine

#### Reichr
- Reichrath, Emmerich (1941–2006), rumänischer Publizist, Chefredakteur, Literatur- und Theaterkritiker
- Reichrath, Susanne (* 1961), deutsche Politikerin, Staatssekretärin im Saarland

#### Reichs
- Reichs, Kathy (* 1948), US-amerikanische Anthropologin und Krimi-SchriftstellerinKathy Reichs (* 1948)

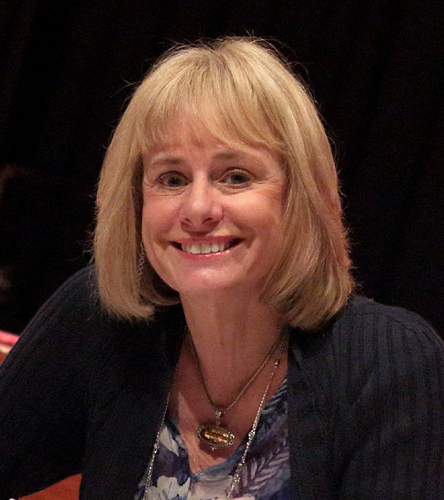
Kathy Reichs (* 1948)

- Reichsiegel, Adelheid (1931–2018), deutsche Malerin, deren Werk der naiven Kunst zuzurechnen ist
- Reichssiegel, Florian (1735–1793), österreichischer Mönch und Theatermacher
- Reichstaller, Claus (* 1963), deutscher Trompeter des Modern Jazz
- Reichstein, Alexander (* 1957), russisch-finnischer Künstler, Illustrator und Designer
- Reichstein, Carl (1847–1931), deutscher Unternehmer
- Reichstein, Gesine (* 1955), deutsche Lehrerin, Radiomoderatorin und niederdeutsche Autorin
- Reichstein, Herbert (1892–1944), okkult-rassistischer Autor und Verleger verschiedener esoterischer und ariosophischer Schriften
- Reichstein, Joachim (* 1939), deutscher Prähistoriker
- Reichstein, Julian (* 1986), österreichischer Judoka
- Reichstein, Manfred (1928–2012), deutscher Geologe und Hochschullehrer
- Reichstein, Markus (* 1972), deutscher Geowissenschaftler mit dem Forschungsschwerpunkt Wechselwirkungen zwischen Klima und Ökosystemen
- Reichstein, Tadeus (1897–1996), Schweizer Chemiker und Botaniker
- Reichstein, Thomas (* 1960), deutscher Bildhauer
- Reichstein, Willy (1915–1978), deutscher Politiker (CSU, GB/BHE), MdL, MdB
- Reichstein, Zinovy (* 1961), kanadischer Mathematiker

#### Reicht
- Reicht, Alois (1928–2022), österreichischer Beamter und Politiker (SPÖ), Landtagsabgeordneter, Abgeordneter zum Nationalrat
- Reicht, Carina (* 2001), österreichische Leichtathletin

#### Reichw
- Reichwald von Kämpfen, Johann (1609–1662), königlich schwedischer Oberst und Kommandant von Zittau
- Reichwald, Julius (1847–1912), preußischer Generalmajor
- Reichwald, Matthias (* 1981), deutscher Schauspieler und Theater-Regisseur
- Reichwald, Ralf (* 1943), deutscher Arbeits- und Organisationswissenschaftler
- Reichwaldt, Christa (* 1955), deutsche Politikerin (Die Linke), MdL
- Reichwein, Adolf (1898–1944), deutscher Pädagoge, Wirtschaftswissenschaftler, Kulturpolitiker und WiderstandskämpferAdolf Reichwein (1898–1944)

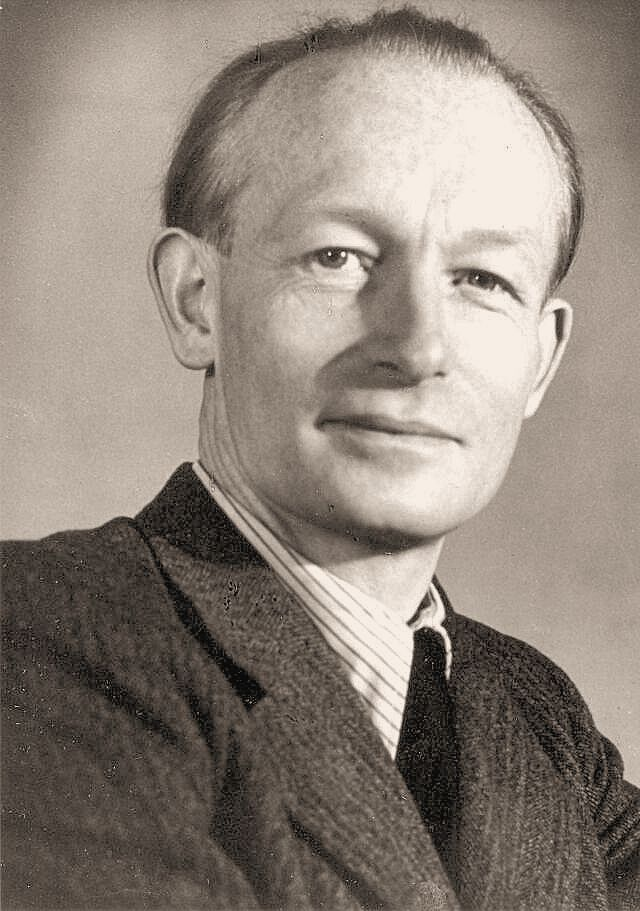
Adolf Reichwein (1898–1944)

- Reichwein, Georg (1886–1928), deutscher Pädagoge und Hochschullehrer
- Reichwein, Johann Georg (1640–1691), deutscher Kapellmeister und Komponist
- Reichwein, Leopold (1878–1945), deutscher Dirigent und Komponist
- Reichwein, Marc (* 1975), deutscher Journalist und Literaturwissenschaftler
- Reichwein, Marcel (* 1986), deutscher FußballspielerMarcel Reichwein (* 1986)

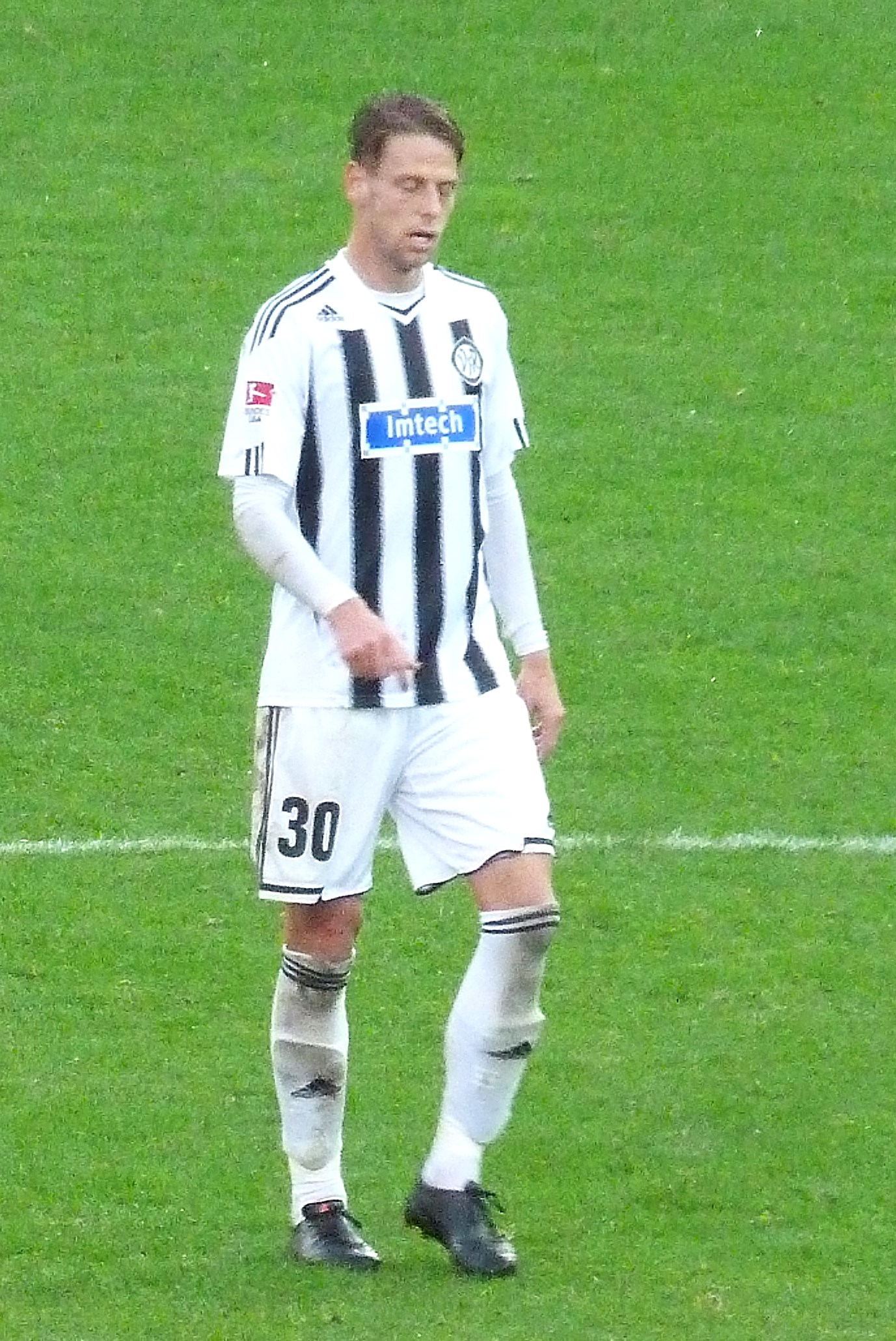
Marcel Reichwein (* 1986)

- Reichwein, Roland (1936–2023), deutscher Soziologe
- Reichwein, Rosemarie (1904–2002), deutsche Widerstandskämpferin gegen den Nationalsozialismus, Reformpädagogin und Bobath-Therapeutin
- Reichwein, Simon († 1559), deutscher Humanist, Arzt und Gelehrter

### Reick
- Reick, Dieter (1928–2012), deutscher Maler, Graphiker, Filmer sowie Objekt- und Aktionskünstler
- Reicke, Bo (1914–1987), schwedischer evangelischer Theologe und Neutestamentler
- Reicke, Curt (1883–1969), deutscher Anglist, Gymnasiallehrer und Turner in Königsberg
- Reicke, Emil (1865–1950), deutscher Historiker und Archivar
- Reicke, Georg (1863–1923), deutscher Politiker und Autor
- Reicke, Ilse (1893–1989), deutsche Schriftstellerin, Journalistin und Feministin
- Reicke, Richard, deutscher Fußballspieler
- Reicke, Rudolf (1825–1905), deutscher Historiker, Philosoph und Oberbibliothekar
- Reicke, Siegfried (1897–1972), deutscher Rechtswissenschaftler, Rechtshistoriker und Kirchenrechtler